# 魁!!男塾の登場人物
魁!!男塾の登場人物（さきがけ おとこじゅくのとうじょうじんぶつ）は、宮下あきらによる漫画およびそれを原作とするアニメ『魁!!男塾』に登場する架空の人物の総称。以下の人物は全て年齢が不明である。

## 男塾

### 一号生
- 剣 桃太郎（つるぎ ももたろう）
- 富樫 源次（とがし げんじ）
- 虎丸 龍次（とらまる りゅうじ）
- J（ジェイ）
- 松尾 鯛雄（まつお たいお）
- 田沢 慎一郎（たざわ しんいちろう）
- 極小路 秀麻呂（ごくこうじ ひでまろ）
- 椿山 清美（つばきやま きよみ）

### 二号生
- 赤石 剛次（あかし ごうじ）
- 江戸川（えどがわ）
- 丸山（まるやま）
- 鬼横綱（おによこづな）

### 三号生
- 大豪院 邪鬼（だいごういん じゃき）
- 男塾死天王
  - 影慶（えいけい）
  - 羅刹（らせつ）
  - 卍丸（まんじまる）
  - センクウ
- 鎮守直廊三人衆
  - 独眼鉄（どくがんてつ）
  - 蝙翔鬼（へんしょうき）
  - 男爵ディーノ（だんしゃく ディーノ）

### 新一号生
- 東郷 総司（とうごう そうじ）

### 教官
- 江田島 平八（えだじま へいはち）
- 王大人（ワン ターレン）
- 鬼ヒゲ（おにひげ）
- 飛行帽（ひこうぼう）
- 鉄カブト（てつカブト）
- 権田 馬之助（ごんだ うまのすけ）
- 鬼蛸 入道（おにだこ にゅうどう）
- キャプテン鱏破布（キャプテン エイハブ）
- 乱坊少佐（ランボー しょうさ）
- 一号生担当の武道教官
- 教頭

## 関東豪学連
- 伊達 臣人（だて おみと）
- 豪学連（男塾）三面拳
  - 雷電（らいでん）
  - 飛燕（ひえん）
  - 月光（げっこう）
- 森田 大器（もりた たいき）
- 大入道（おおにゅうどう）

## 天挑五輪大武會（てんちょうごりんだいぶかい）
4年に1度開催される武術大会。日本だけでなく世界各地から様々な武術家が集まる大会であり、これに優勝したチームは地上最強と言っても過言ではない。1チームを16人とする団体戦だが、試合形式は自由。1対1や2対2で戦ってもよいし、1人で16人全員を相手にしてもよい。武器も銃器以外であれば何でも使用できる。
主催者は藤堂兵衛だが、その存在を知る者は少ない。兵衛は表彰式のみに現れ、優勝チームを直々に表彰する。それまでは屋敷のモニターで観戦しており、彼の意向で闘場の形が変わることもある。
参加者が非常に多いため、最初に20チームを1グループとする予選トーナメントが行われる。予選トーナメントを勝ち抜いた1チームのみが決勝トーナメントが行われる冥凰島（めいおうとう）に進むことができる。冥凰島は島自体がトーナメント表を模しており、細道を進みながら合流地点で相手と戦う。決勝戦は、前半は巨大な兵衛の彫刻がそびえ立つ中央の闘場で行われるが、作中では終盤において世界各国のVIPが観戦するコロシアムに場所を移し、各チームの代表者3名が戦う「最終決勝戦」となり、前半の試合は「予備決勝戦」と称された。

### 主催者
藤堂 兵衛（とうどう ひょうえ）
天挑五輪大武會の主催者。旧名は伊佐武光（いさたけみつ）。日本の闇の権力の頂点に立つ男。江田島とは学生時代よりの因縁が続く。太平洋戦争末期においては海軍少佐・サマン島副指令の地位にあったが、寝返って日本軍2,813名の命を米軍に売り、自らも米軍機に搭乗し道案内役を買っている（その姿を江田島に目撃されている）。終戦後、藤堂兵衛と名を変え米進駐軍の犬として立ち回りヤミ物資の横流しを元に数々の利権をあさり巨万の富を築き上げた。
江田島は彼を暗殺すべく、男塾を天挑五輪大武會にエントリーさせる。表彰式にて、優勝の男塾チームに接近されて命を狙われ、桃に頭頂から両断されて死んだと思われていたが、最先端の医療により復活し、後の七牙冥界闘で男塾塾生らに復讐を企てた。『曉!! 男塾』にも登場し、男塾シリーズ全体を通しての宿敵となっている。
常に黒ずくめのSPに警護されている上にバリア・ジャケット・システム（後述）を身に着けているほど用心深いが、実は黒兜流という拳法の使い手であり、老人とは思えぬ鍛え上げられた筋肉を持つ。瞬噭刹駆の極意を極めており、その実力は江田島を手こずらせるほどであった。
その一方で、江田島を好敵手と見なしていた様子もあり、江田島も藤堂を「最強の敵は最大の友である」と言わしめるほどである。江田島の葬式（後に復活するが）では涙を流して泣く側面があるほか、『暁!!男塾』では江田島の依頼もあり、亜流魔偈呑（アルマゲドン）、五芒真理星教との闘いで男塾メンバーのひとりとして奮戦している。
さらなる続編『極!!男塾』においては異星人スサノヲの手先となり、彼らと同じ二股の舌や体質を持つようになり、再度男塾に牙を剥いた。
黒兜流奥義瞬噭刹駆（こくとうりゅうおうぎしゅんきょうせっく）
黒兜流極奥義。極限ともいうべき身の軽さと素早さを極意とする。その速さはテレポーテーションと比喩されるほど。藤堂はさらに猛毒を塗った手裏剣を投擲し、一瞬で移動して自ら手裏剣を受け止め投げ返す怒涛の連続攻撃を繰り出した。
バリア・ジャケット・システム
B・J・Sと略される。米国国防総省が要人警護のために開発したもので、装着者の半径一メートル以内を眼には見えぬ特殊な電磁波で包み込み、バズーカ砲さえも弾き返すようガードする。
江田島との決闘時に自ら脱ぎ捨ててしまった。

ハッサム
天挑五輪予選リーグの進行役。ターバンにサングラス、マントを着用し、シャムシールを持ったアラビア風の格好をしている男。男塾チームの面々を格下の若造呼ばわりし、ネチネチと嫌味を言いながら相手チームを紹介する。彼自身は「ハッサムと呼ぶがいい」と名乗りながら、男塾の面々は誰も彼のことを名前では呼ばなかった（月光仮面のおっさんなどと言われていた）。男塾の面々が予選リーグを勝ち抜いて決勝トーナメント会場へ向かうときに「引き返すなら今のうちだぞ」などと嫌味たらしく警告した際には、桃から「答えるまでもない 貴様のツラと同様、間の抜けた質問だ」と言われ、虎丸に蹴り飛ばされた。
運営本部
天挑五輪決勝リーグの進行役。普段は姿を見せず、ヘリコプターで警告だけして去っていった。

### 衒蜥流十六衆（げんせきりゅうじゅうろくしゅう）
集団での連携技を得意とする流派で、男塾の予選最初の相手。男塾共々シード扱いである。
幾多の修羅場で鍛え上げられた実戦のプロを自認し、男塾を「学生」「坊や達」と小馬鹿にするが、J一人に全員倒された。
大将格の男
隻眼。右手に盾、左手に短槍を持ち、Jのパンチを一度は防ぐもマグナムスチールのナックルに盾を砕かれ敗北。
一人目の男
腕に着けた斧状の篭手を振るうが、拳を振り上げた姿勢のまま左ストレートを腹に食らっており瞬殺。
三人組の男
三位一体で環になって回転し、人輪殺でJに挑むが秒殺。
人輪殺（じんりんさつ）
衒蜥流奥義。遠心力を利用し空中に高く飛んでの三段攻撃。

他の衒蜥流十六衆
各々思い思いの武器を持っている。大将格の男の号令の下、衒蜥流千攻陣で仕掛けるもフラッシュ・ピストン・マッハ・パンチで大将格の男を残し全滅。
衒蜥流千攻陣（げんせきりゅうせんこうじん）
地上四方と空中からの集中攻撃。

### 蕃鐃流十六騎（ばんどうりゅうじゅうろっき）
蕃鐃流疾殺鎖鎌（ばんどうりゅうしっさつくさりがま）使いの集団。メンバー全員「凶殺」と書かれたハチマキをしている。
一回戦で狼髏館と対戦するが、首天童子の回頭閃骨殺で全員首の骨を折られ全滅。

### 狼髏館（ろうろうかん）
予選トーナメント二回戦の男塾の対戦相手。
宗 嶺厳（そう れいげん）
声 - 古川登志夫（PS2ゲーム）
狼髏館第十五代館主。若年でありながら中国三千年の歴史において三人しか会得者がいないとされる（自身とその師匠、もう一人は桃）翔穹操弾を会得した天才で体術の達人でもある。
男塾を「腑ぬけの集まり」と馬鹿にし、それに逆上した独眼鉄を殺害。大将戦で勝負をつけようと提案した桃の要求を受け入れる。連戦となったが前半戦は試合を有利に進め、翔穹操弾で桃を切腹させようと図ったものの、逆に桃の翔穹操弾で切腹させられる。
急所は外されており助命されてからは、改心した。
大会終了後に男塾に入塾。
翔穹操弾（しょうきゅうそうだん）
狼髏館秘技。中国拳法三千年の歴史を持つ漢方医学を応用した拳法で、長さ5ミリほどの銀製の礫を打ち込むことによって人体の筋肉組織の結節を刺激しその腱反射で相手の五体を自由自在に操る。技は桃よりも劣る。
跳搨三角打ち（ちょうとうさんかくうち）
敵が弾を弾き返す角度と、地面から跳ね返る角度を計算に入れ操弾を発射する。
連速射（れんそくしゃ）
乱射。鉄板をも貫く威力がある。完全な暗闇の中にあってこの技で外壁を破壊し、周囲全ての方向に小さな穴を開けることにより僅かな光を入れ、敵の位置を察知する手掛かりとした。
回頭閃骨殺（かいとうせんこつさつ）
PS2版でのみ使用。

首天童子（しゅてんどうじ）
声 - 小杉十郎太（オーディオドラマ）
体術を得意とし、回頭閃骨殺の使い手。チャイナ服のような胴着の下には、針が飛び出す仕組みの胸当てを着込んでいる。
命乞いする相手にも容赦無く止めを刺し、飛燕に負けたように見せて騙し討ちを行う非道な男。予選リーグを任され一回戦では一人で蕃鐃流十六騎を屠る。
虎丸が驚くほどの跳躍力だが、飛燕のそれには敵わず体術で終始圧倒されるも、上記の騙し討ちで逆転。しかしそれが飛燕の怒りに触れることとなり、首に千本で麻酔を打たれ捻頸転脚で痛みを感じぬまま首を回転させられ、そのまま海に落ちて死亡。
鎮獰太子いわく「（蕃鐃流十六騎相手にこれほどの時間をかける）未熟者」。飛燕からも「貴様の心はその首と同じようにねじ曲がっている」と吐き捨てられた。
回頭閃骨殺（かいとうせんこつさつ）
跳躍して凄まじい速さで頭上から襲撃し、相手の頭を掴んで一瞬にして首を捻り骨をへし折る非情な技。4人順番に繰り出してもその様子は一瞬とのことで、本人曰くこの技の前には死の荒野が広がるという。
飛燕に対しても頭を掴むまでは行えたものの、首を捻る直前に鶴嘴千本を手に撃たれたことで捻ることができず失敗した。

鎮獰太子（ちんどうたいし）
辮締旋風大車輪の使い手で、当初は大将だと思われていた。眼が細い。
男爵ディーノを「直径50cmに満たない円の外に出たら腹をかっさばいて負けを認める」という自己ルールで全く寄せ付けず倒すが、伊達に同じ条件で敗れ、怖気づいて切腹できなかったため、嶺厳に始末される（伊達は口実でいたぶっていただけで、実際に切腹させる気はなかった）。
後に剣桃太郎は、息子の獅子丸に、伊達と彼との戦いを振り返って「（伊達が）円の直径が半分でも勝っていた」と語っている。
辮締旋風大車輪（べんていせんぷうだいしゃりん）
狼髏館秘技。頭髪を自由自在己の意のままに動かす。
辮締鐓装刺（べんていたいそうし）
頭髪の先端に武器を結びつけ、自在に振り回して攻撃する。
辮締旋風逆大車輪（べんていせんぷうぎゃくだいしゃりん）
髪の毛の先端を地面に打ちつけ、それを軸に空中で回転し蹴りを繰り出す。

### 淤凛葡繻十六闘神（オリンポスじゅうろくとうしん）
男塾が予選準決勝で対戦した、古代ローマの闘技を継承する一騎当千の集団。
紀元前古代ローマで格闘技が盛んだった頃、様々な拳法が発達した。時の皇帝は直属の親衛隊として特に武術に秀でた者16名を選び側に置いたとされ、彼らの技を継承するのが淤凛葡繻十六闘神である。ただし準決勝冒頭の説明では「古代ローマが起源」となっていたが準決勝の試合中には「古代ギリシアが起源」という説明が頻出している。
聖紆麈（ゼウス）
声 - 大場真人（PS2ゲーム）、若本規夫（オーディオドラマ）
淤凛葡繻の主神。心・技・体いずれをとっても実力は大豪院邪鬼と全くの互角で、3年前の喊烈武道大会決勝戦で邪鬼と満身創痍のまま一歩も引かず三日三晩の死闘を繰り広げ、両者体力の限界となり引き分けたという因縁がある。
三年振りに拳を合わせるもやはり互いの力量は互角であるとして、蛇血誓闘（スネークブラッドコントラクト。どんな強靭な体力の持ち主であろうとも20分で全身に毒が回り死に至るという猛毒を持つ毒蛇グリーク・ティナコンダに互いの体を咬ませ、20分以内に解毒剤としての作用がある蛇の生き血を賭けて闘う）での決着を提案。シャイニング・ゴッド・ハンズで邪鬼を苦しめるが、片方を奪われ拳を合わせることにより粉砕され、風舞殃乱鶴で主動筋を突かれたことから拳速に微妙な遅れが生じ邪鬼の拳に敗れる。死力を尽して立ち上がるも驚天回旌杭で叩き伏せられ決着。
我が身を省みず血清を与えようとする邪鬼の友情に対し、躊躇なく血清が飲めるよう自らの拳で胸を貫き絶命した。
『極!!男塾』ではスサノヲの手下として復活し、連合の大将として登場。煌鬼と対決し、彼の実力を認めて味方となる。本当の目的は戦友である邪鬼を助けるためであり、スサノヲや藤堂の味方のフリをした。最終的に藤堂の罠の岩諸共、煌鬼の真空殲風衝によって葬られた。
淤凜葡繻シャイニング・ゴッド・ハンズ
淤凜葡繻に三千年の古来より伝わる戦いの神器で左右両手に装着する。超合金オリハルコンで出来ており、その硬度はダイヤモンドの数十倍である。さらにオリハルコンには太陽光を反射し一条の強烈な光を発する性質を持っており、僅かな光量にも反応し集束・増幅する。これにより攻撃と目潰しを同時に繰り出し、見切ることは不可能とされる。
淤凜葡繻シャイニング・フレイム
PS2版ゲームオリジナル技。シャイニング・ゴッド・ハンズに溜まった高熱を炎として放つ。
二癒宇遁（ニュウトン）
手に持っている杖で引力を操る。

一角獣の搴兜稜萃（ケンタウロス）
淤凛葡繻十六闘神副神。敵だけでなく自らの愛馬にすら一切の情けをかけない非情な男。銛濤蹴球術の使い手で、脚の筋肉が異常に発達している。
騎乗したまま蝙翔鬼を一蹴するが、蝙翔鬼の指名で登場した月光の纒欬針点にユニコーンを失い、自らも無明察相翫双翼飜で背中から胴を貫かれ絶命。
淤凜葡繻銛濤蹴球術（せんとうしゅうきゅうじゅつ）
棘のついたサッカーボールを蹴り、周囲に立てた鉄柱を反射させながら攻撃する。このボールは凄まじい斬れ味を持ち、さらに破裂すると目潰しが飛び散る。
翔天回転脚（しょうてんかいてんきゃく）
現代サッカーでいうオーバーヘッドキック。空中からの加速力と体の回転力で蹴球のスピードが倍加する。
ユニコーン
搴兜稜萃の乗馬。高い知能と闘争心を持ち、首の一振りで投げナイフを発射、撒かれた油に蹄で発火、尾で敵の首を締め上げ角で突き殺すなど多彩な攻撃を持つ。
月光の纒欬針点で角の先端を突かれて突進を止められ、角を叩き折られ脳天に刺され倒れた後、搴兜稜萃に首をはねられる。
下馬した際、搴兜稜萃は「五年ぶりの地」と語っている。

贅魅爾（ジェミニ）
闘場で優雅に竪琴を奏でる美しき闘士。ストーン・メタモルフォーゼで敵を石化させる。
四ツ身分身の使い手だが、双子で共に繰り出して八ツ身分身に見せかける。ダメージを負った卍丸をブラッディー・クロスで拘束し、象をも瞬時に絶命させる猛毒を塗った爪で止めを刺しにかかるも、龔髪斧で腕の枷を壊した卍丸によって毒爪をつかまれ同士討ちにされて敗北。
淤凜葡繻ストーン・メタモルフォーゼ
竪琴の音色を利用した撹音波催眠(かくおんぱさいみん。音の波長が人間の脳に与える影響を利用した一種の催眠効果で、音の周波数を変化させることにより様々な幻覚状態を現出し、相手の精神をも自由自在にコントロールする)で、これを聴いた者に全身が石化する幻覚を見せる。
淤凜葡繻スパイラル・エイト
高速の動きから八ツ身分身を生み出し一斉攻撃する。体術の頂点を極めたといわれる卍丸の五ツ身分身を上回るが、実際は一心同体の兄弟拳であり、双子の贅魅爾がそれぞれ四ツ身分身を繰り出しているに過ぎない。
淤凜葡繻ブラッディー・クロス
肩車で二身一体となり、枷の付いた鉄棒を十字に組み、太陽を背に向けて敵の首・両手を拘束。そのまま交差し爪の刃で×字に切り刻む。

一輪車の顎翎洙（アキレス）
一輪車に乗り、残像が見えるほどの猛烈なスピードで敵を翻弄する猛者。スピン・ヘッド・ベリアルによって敵を人柱にしてしまう。
聖紆麈より予選リーグ全ての戦いを任せられており、人車一体の一輪車攻撃の数々でセンクウを追い詰めるが、自分の力への過信から上空の謷葬鳥（ごうそうどり）に巻き付けられた鋼線に気付かず、首を締め上げられ敗北するもセンクウの計らいで一命は取り留める。男塾と対戦し生き残ったキャラクターは天挑五輪終了後男塾に入塾した者が多いが顎翎洙は男塾に入塾しなかった。
淤凜葡繻スピン・ヘッド・ベリアル
相手の体に歯車を嵌めて頭から地に突き立て、同じく歯車状になっている一輪車の車輪を噛み合わせて凄まじい勢いで回転させる。この技を食らった者は頭から地面にめり込み人柱となってしまう。
淤凜葡繻スピニング・サンド・ストーム
その場で車輪を高速回転させ、土煙を巻き起こしながら土中へ潜り身を隠す。

埃琉轟洙（アルゴス）
体中一面にハリネズミのように棘が生えた鎧を着用し、ローリング・サンダー・ボールで邪鬼に勝負を挑むが、片手で止められ撞球反射馘で他の闘士共々一掃される。
淤凜葡繻ローリング・サンダー・ボール
体を丸め、棘のついた砲弾のように凄まじい勢いで敵に突進する。

毬露洙（イカロス）、鴉葡掄（アポロン）、嬖輅翎洙（ヘラクレス）
埃琉轟洙らと共に邪鬼に立ち向かうが、邪鬼に投擲された埃琉轟洙の乱反射に一網打尽にされた。
予言者蜒琉菲（デルフィ）
水晶玉占いで未来を予言する他、聖紆麈が使用する小物を用意する雑用係も兼ねている。

### 巌娜亜羅十六僧（ガンダーラじゅうろくそう）
男塾が予選の決勝で戦った相手。
その起源は中国唐代に発し、中央アジア・ヒマラヤ山脈の前人未到の山奥深くにあって、アジア全域から選りすぐられた者たちが集められる史上最強拳法の総本山において、密業・石柩嵌（せききゅうかん）に成功した達業僧の集団。その拳法は巌娜亜羅超人拳として恐れられ、時の皇帝により下山を禁じられていた。
巌娜亜羅修業僧3,000人の頂点に立つ三名は巌娜亜羅三宝聖（さんぽうせい）と呼ばれ、その証として胸に冥界から人の死をこの世に伝えるという嶮葬鳥（けんそうちょう）の刺青を彫っている。
朱 鴻元（しゅ こうげん）
声 - 曽我部和恭（オーディオドラマ）
巌娜亜羅十六僧を率いる巌娜亜羅第57代大僧正。先代までの禁を破り下界に打って出、大会に参加。配下の僧には大僧正様と呼ばれているが、巌娜亜羅総本山の長老および巌娜亜羅三宝聖には若様と呼ばれている。
四肢と腰の後ろに刃を装備しており、巌娜亜羅の里が万年雪の気候であるため、降雪下での戦いが得意。
決勝進出を賭けて登場した桃と対戦し、雪中に潜み雪ネズミを操るが、これを退けられ雪波単輳艇で挑むも力及ばず追い詰められる。彼岸怨呪殺に全身の動きを止められた桃を窮地に追い込むも破れるが、四肢鐺瓏剣で動きを止められたものの急所は外され命を救われた。
大会終了後に男塾に入塾したが、同時に入塾した他の人物とは違い、伊達に雪ネズミの燻製を薦めた以外ほとんど活躍の出番は無かった。
潜敞五方陣（せんしょうごほうじん）
雪原に姿を隠し、五枚の斧状の刃のみを地上に出し同時攻撃を加える。
その正体は背中に刃を背負った雪ネズミ。
潜敞転回陣（せんしょうてんかいじん）
周囲を旋回しながらの集中攻撃。
潜敞隠輯陣（せんしょうおんしゅうじん）
一旦雪中に身を潜めての奇襲による連続攻撃。
雪波単輳艇（せっぱたんそうてい）
巌娜亜羅秘奥義。足のプロテクターを外して組み合わせスノーボードのように雪上を滑走し襲撃する。

長老たち
4人の長老で、大僧正である鴻元すら子供扱いする。仏以外に絶対は無いと信じており、鴻元と闘おうとする桃の邪魔をした（誇り高い鴻元は一騎打ちの邪魔をされることを望んでおらず、長老たちの独断である）。
彼岸怨呪殺（ひがんえんじゅさつ）
巌娜亜羅秘伝。盆に浮かべた人形の両手両足を怨呪針で突き封じ、一瞬にして全身に激痛が走り身が硬直し動きが取れなくなる。心臓を貫き殺害することも可能。

竜宝（りゅうほう）
声 - 佐藤正治（オーディオドラマ）
巌娜亜羅三宝聖の将で、古代中国拳法界最高位の証である極武髪（きょくぶはつ）を誇りとしている。
一切の気配も殺気も感じさせず伊達の背後を取る達人だが、武器を使った余技では上を行かれ、双龍滑颯刃で闘うが伊達に圧倒され、挙句の果てには極武髪を切り落とされて靴ブラシにされるという屈辱を受ける。激昂し咆竜哮炎吐を繰り出すも逆に黒炸塵を奪われ焼かれてしまい海に投身。
双龍白舞刃（そうりゅうはくぶじん）
円月状の双剣による剣技。空中に放った石を瞬時に正方形に裁断して刃の上に積み上げてみせた。
双龍滑颯刃（そうりゅうかっそうじん）
巌娜亜羅秘奥義。剣の刃を地面に滑らせアイススケートのように滑走して高速で攻撃する。刃に油のようなものを塗布し、地面との摩擦を抑えて滑り易くしている。
咆竜哮炎吐（ほうりゅうこうえんと）
巌娜亜羅絶対奥義。中国拳法に於いて異端とされた蘭家南宋派（ランけなんそうは）が創始したといわれる秘術で、その特色は黒炸塵を体内に吸収し、凄まじい勢いで吐き出すと同時に左右両刀で火花を起こして着火させ炎を放射することにあり、これに怯んだ相手に両刀で攻撃を加える技である。
黒炸塵（こくさくじん）
ニトロラーコ系の微粉火薬。吸引しても人体に害はないが、僅かな衝撃で発火する性質を持つため、取り扱いには細心の注意が必要。

猿宝（えんぽう）
巌娜亜羅三宝聖の一人。三猿耀操術で3匹の猿を操る。「〜ごじゃる」が口癖で、顔も猿に似ている。
雷電の輪笙蓮華で猿を一掃されてからは自ら宙縛架で闘い、拘束した雷電を嬲り殺しにしようとするが、止めの一撃の際に髭勾針の麻痺毒で武器を落としたことから脚で首を拘束され回転による遠心力でロープをねじ切られた上に鉄柱に叩きつけられた。
手下の猿たちを息子同然に可愛がっており、死ぬ間際に雷電に猿たちを託す。
『極!!男塾』でスサノヲの手下として復活したが、卍丸の髪型を侮辱したことが原因で龔髪斧に顎を切断され、戦わずして死亡。
三猿耀操術（さんえんようそうじゅつ）
巌娜亜羅秘奥義。忠実な僕である三匹の猿を操る。尻尾に武器を装着しており、空中高く飛んでの合体から高速回転しながら突進、それぞれの名の示す如く目・耳・喉を集中的に攻撃する。
不見猿・不言猿・不聞猿（みざる・いわざる・きかざる）
三宝聖猿宝が率いた三頭の猿。敏捷な動きと変幻自在の尻尾を武器に、並の格闘家を遥かに凌ぐ力量を持ち、剣の極意ともいわれる奥義・真剣白刃取りをも習得している。主を失った後も雷電に引き取られて天挑五輪に参加し、その実力を発揮した。再登場時はそれぞれ額に「大」「往」「生」と書かれていたが、3度目の登場時には無くなっていた。
虎丸には「エテ公」と呼ばれていて仲が悪い。
『私立極道高校2011』では男塾卒業生のギャラリーとして雷電らと共に登場。
宙縛架（ちゅうばっか）
長い竿を二本立て、鉤爪つきロープを駆使して柱の天辺を支点とし、回転運動の利を生かして往復攻撃する。本来ならば山林竹林で真価を発揮する妙技。
相手を2本の竿の中央に誘い込み、左右両端の竿からのロープで首を絞め宙に拘束するのが最終目的。元々は古代中国の拷問法で、首のロープを抑える両腕を放そうものならロープが首に食い込んで死んでしまう。

牛宝（ぎゅうほう）
巌娜亜羅三宝聖の一人。衝撃吸収力に優れた肉体を持つため、打撃系の攻撃が通じない。自分の技で潰した相手の死体をスルメと称し、それを見るのが最上の喜びだという残虐な男。また自慢の肉体を披露するために羅刹に自分の体を自由に突かせるなど敵を甘く見る癖があり、三宝聖の器ではないと猿宝に言われている。
その体質で羅刹を翻弄し、秘薬・膨漢丹を使用することにより更なる弾力を得て止めを刺しに行くが、逆に大量の膨漢丹を飲まされ、兜指愧破の軽い一突きで腹部が破裂するという無様な敗北を迎えた。
肉毬跳砲（ろうきゅうちょうほう）
その体質を生かした秘術で、ゴムまりのような弾力で地上から空中と跳ね回り敵を押し潰す。
肉毬跳砲乱射角（ろうきゅうちょうほうらんしゃかく）
周囲の鉄柱を利用して繰り出される縦横無尽の攻撃。
膨漢丹（ぼうかんたん）
現代医学でいうプロタイン系アスコルビンマイシンで、腹を膨らませる効能を持つ。これを服用することにより牛宝の体の弾力は数倍になる。牛宝のように修行を積んだ特異体質の者以外が飲んでも何の効果も無い。

囀笑法師（てんしょうほうし）
夢想攀抓體の使い手。大僧正の吹く羽毛・幽霆羽（ゆうていう）に指名され一番手として登場。その名の通り常に不気味な笑みを浮かべている。
傀儡で影慶の毒手を封じ、上空から飛び降り硬砕数珠で止めを刺しにかかるが、予想外の毒脚によって一撃を与えられ倒される。
夢想攀抓體（むそうはんしょうたい）
巌娜亜羅超人拳秘奥義。座禅を組んだまま高速で移動するが、実体は暗夜に浮かぶ大凧から、髪の毛よりも細い黒鋼線（くろごうせん）で座禅を組んだ姿勢の傀儡を操るものであった。その真の意味は傀儡に敵の攻撃を捕らえ、動きを拘束することにある。
硬砕数珠（こうさいじゅず）
武器として使用される数珠。

颱眩法師（たいげんほうし）
耽幽香を用いた強力な幻術・千燼曚聳峰を操る。双龍槍術の使い手でもあり、筋肉を瞬間鋼のように硬質化させることが可能で、鶴嘴千本はおろか毒手すら通用しない強靭な肉体の持ち主。
影慶を幻覚世界で翻弄し槍で貫き止めを刺すが、影慶の執念の烈指翔に相打ちに見せ掛けて倒れるという男気を見せた（またこの時の影慶も死んだふりであった）。
影慶を追って闘場に現れた飛燕をも圧倒するが、飛鳥憭墜乱に頭部を貫かれ敗死。
千燼曚聳峰（せんじんもうしょうほう）
巌娜亜羅秘奥義。耽幽香を用いた秘術で、巌娜亜羅寺院近くにあり修行の場でもある王府山を模した百景庭を置き、その中の光景に誘う。
耽幽香（たんゆうこう）
インド最後の秘境・カシミール地方タングール山頂付近にのみ群生するジャコウ科耽春草から抽出された特殊成分を利用して作られる秘香。幻覚既視感（ハルシネ・デジャヴ）を起こさせることにより、過去に実視した景色を吸引した者の意識の中に具現化する効果がある。
百景庭（ひゃけいてい）
古来僧たちの間で嗜まれているもので、小さな箱の中に小石や草木を使い花鳥風月四季折々の自然のありのままの姿を立体的に表現する。
双龍槍術（そうりゅうそうじゅつ）
両端に穂先のついた双龍槍で繰り出される槍術。
飛翔薙槍（ひしょうていそう）
足場の悪い千尋の峰で発達した、槍を軸にした跳躍から繰り出される技の数々。

他の巌娜亜羅十六僧
出陣する竜宝の前に面目が立たぬとして全員登場し、巨槍斬瀑斧で伊達に襲い掛かるが、簡単に回避され上に乗られた挙句、千峰塵で全滅。
他にも三宝聖が急遽本戦参加を決めた際、人数合わせのためだけに首を刎ねられた僧が三名いる。
巌娜亜羅集合活殺術
十人一組の集団による連携技。
巨槍斬瀑斧（きょそうざんばくふ）
巌娜亜羅秘奥義。騎馬を組んだ上に人櫓を作り、両端に穂先のついた巨大槍・金剛槍を操る。
伊達いわく、ハッタリばかりの児戯にも等しい技。

### 宝竜黒蓮珠（ぽーろんこくれんじゅ）
男塾の決勝トーナメント初戦の対戦相手で、世界の重大暗殺史の陰に潜むプロの秘密結社。
その発祥は東アジア宝竜半島とされ、現代では世界全域にその勢力を持つ。その掟は非常に厳しく全ては血で清算される。頭蓋に絡む蛇がその紋章である。
鄧 罦傑（とう ふうけつ）
黒蓮珠の主頭。鐘家蛇彊拳で無数の蛇を自在に操る。
殛盎殺、蛇彊結徊歰でJを崖際に追い詰めるが、赤石の戦闘で闘場が一箇所亀裂を生じると全体の強度が脆くなる性質を持つ阤崗岩（しこうがん）で出来ていることを見抜いていたJに闘場ごと蛇を一掃され敗北。
崩壊寸前の闘場から蛇がロープを組み、辛うじて一命は取り留めながらもJに止めを示唆するが、グローリー・ノーサイド・ゴングの精神から命を救われた。大会終了後に男塾に入塾。七牙冥界闘編では東京コミックショーの出し物を行ったり、ダジャレを言ったりなど、ファラオほどではないがコミカルな面も見せた。
鐘家蛇彊拳（しょうけじゃごうけん）
ひと咬みで巨象をも倒す猛毒を持つ咬牻蛇（こうもうへび）の群れを操る。
守勢に回れば蛇が瞬時に主の全身に絡みつき盾となる。
殛盎殺（きょくおうさつ）
拳の動作で袖口に仕込んだ咬牻蛇を繰り出す。変幻自在の間合いと一撃必殺の威力を併せ持つ。
蛇彊結徊歰（じゃごうけっかいしゅう）
鐘家秘技。全ての蛇を連結させ一本の鞭のように繋げることにより脅威の間合いを得る。その動きは変幻自在でひと咬みすれば確実に敵をあの世へと葬り去る。
蛇彊鞭（じゃごうべん）
鐘家秘技。七牙冥界闘参加時には蛇を一匹しか帯同しておらず、簡易結徊歰とも言うべきこの技のみで闘った。
罦傑の蛇は修行により自在に脱皮することが可能で、これを勝利の秘策とした。

阿們（あもん）
声 - 銀河万丈（オーディオドラマ）
黒蓮珠の副頭の一人。二身一体の兄弟拳・黒蓮珠阿呍拳の使い手。
弟の呍們とは血を分けた実の兄弟にもかかわらず、弟が負傷して役に立たなくなったと判断すると平気で弟を見捨てたほどの冷酷で非道な男。
富樫の仇討ちに燃える虎丸の闘志に押され、傘蔽破で逆転を狙うが富樫の学帽に額を守られた虎丸の前に惜敗。
『極!!男塾』ではスサノヲの手下として弟・呍們と共に復活。男爵ディーノに戦いに挑むが、男爵ディーノのトランプでゾンビ化したジェセルの息子3兄弟に阻まれる。3兄弟からディーノのトランプを抜き取るが、それはカード型の爆弾であり、呍們と共に爆死。
呍們（うんもん）
声 - 塩沢兼人（オーディオドラマ）
副頭の一人。黒蓮珠阿呍拳の使い手で、阿們の実弟。
揃って崖下に転落しそうになった富樫・虎丸に止めを刺そうとするが、油断から富樫に指を食いちぎられる。輪舞尰僉戯で虎丸を一度は気絶に追い込むも、輪舞尰僉戯を止められ、富樫と共に崖から転落。刃鋼線に絡まり辛くも助かりながら、構わず二人とも落とそうとする阿們には助命も通じず、最後は自ら刃鋼線を切った富樫と共に落下してしまう。
『極!!男塾』ではスサノヲの手下として兄・阿們と共に復活。男爵ディーノに戦いに挑むが、ディーノのトランプ型の爆弾で阿們と共に爆死。
黒蓮珠阿呍拳（こくれんじゅあうんけん）
古代中国拳法にあって幻の必殺技として恐れられた二身一体拳。
指拳を基本とし、親指と人差し指を立てた状態で二人同時に構える。二身一体、絶妙なる阿呍の呼吸がその威力を倍加する。
輪舞尰僉戯（りんぶしょうせんぎ）
黒蓮珠奥義。二人で刃鋼線の両端を持ち構える。この中央には刃付きの円盤があり、阿呍の呼吸から高速で振り回転させることにより凄まじい切れ味を誇る。
傘蔽破（さんぺいは）
一瞬で手にした傘を広げ体を隠し、自らの拳筋を隠しながら指拳を繰り出す。

馮椿（フーチン）
潎摯自在銛の使い手。仲間が倒されたら地獄の底までも追い詰め血で償わせる黒蓮珠の掟に従い、不被報死頭盃で敵を追い詰める。
闘場から去ろうとする赤石に背後から毒針を打ち込み、不被報死頭盃により抵抗させず刀を奪うが、鞘のみで難なくグラスを奪取される。命乞いから吹き矢による奇襲などで悪足掻きするも通用しないと悟るや最後は逃亡を図り、自在銛に切り込みを入れられたことに気付かず闘場から落下して死亡。
潎摯自在銛（へいしじざいせん）
黒蓮珠奥義。生き物の如く変化するロープ状の自在銛。
不被報死頭盃（むくわれずのショウタオペイ）
10分で絶命に至る遅効性の猛毒を毒針で打ち込み、解毒剤入りのグラスを自らの頭上に置いた状態で闘いに臨む。グラスが地面に落ちれば助かる術を失うので、相手は迂闊に攻撃を仕掛けられない。

寇鷲使（こうしゅうし）
巨大な鷲を操り、飛吊襲鎌槍で上空から敵を襲う。
背が低いのを気にしており、赤石に「どチビ」と笑われたことで闘場にガソリンを撒き火をつけるが、焼死体を確認しようという考えから土中に身を潜めた赤石に不用意に近付き頭頂部を強打される。
激昂し特攻を仕掛けるも、斬岩剣の一閃で鷲の羽を全て落とされ谷底に墜落。
『極!!男塾』でスサノヲの手下として復活したが、卍丸の髪型を侮辱したことが原因で龔髪斧に顎を切断され、戦わずして死亡。
飛吊襲鎌槍（ひちょうしゅうれんそう）
宝竜黒蓮珠奥義。両端に月牙の付いた双頭の鏟を持ち、鷲の爪で逆さまに宙吊りになって攻撃する。あらゆる鳥類の中でも最高の速度を持つ大鷲と寇鷲使の軽量な体躯があって初めて可能な殺人技。
翻飛（ファンフェイ）
寇鷲使の操る大鷲。

張鳳（チャンホー）
閘打烈球の使い手。
背中の太刀を抜かない赤石を挑発するが、烈風剣で鉄球を押し戻され、返し刀の一閃で足元の闘場を斬り落とされ谷底へ落下してしまう。
閘打烈球（こうだれっきゅう）
テニスの一人用練習台に似た武器を用い、時速300キロに及ぶ鋼球を打ち出す。専用の鉄製ラケットで打ち返すことにより速度は倍加する。
閘打無限球（こうだむげんきゅう）
奥義。閘打烈球の真髄であり、無数の鋼球を同時に打つ早業。

他の宝竜黒蓮珠闘士
副頭の阿們・呍們まで敗れた状況に動揺し、主頭である鄧 罦傑が到着するまでに一人でも二人でも血祭りにあげておこうと九人総掛かりでJに襲い掛かるが、逆に一掃される。また、その内の一人は阿們の指拳によって殺害されている。
獫槍回転陣（れんそうかいてんじん）
槍を用い、円を描く動きからの集団による連携攻撃。

### 王家の谷の守護者達（ファラオ・スフィンクス）
男塾の決勝トーナメント二回戦の対戦相手。
紀元前3000年、世界最古の文明を誇る古代エジプト王朝では、歴代の王はその富と権力の証として巨大なピラミッドを構築し、莫大な財宝と共に死の眠りについた。この王家の谷と呼ばれる一群のピラミッド地帯を守るため選りすぐられた最強精鋭の闘士が「王家の谷の守護者達」である。
彼らは中国拳法とは異質の特殊な格闘術を発達させた。不老不死の肉体を持ち、五千年を経た現在でも砂漠の一隅に潜み、その技を伝えているという。
普段はアヌビスのみ姿を現し、他の闘士は柩の中に隠れている。
合言葉は「偉大なるファラオに栄光あれ！」である。
なお、「ファラオ・スフィンクス（Pharaoh Sphinx）」のイニシャルが新書版単行本と初期の文庫版では「F・S」と誤記されていたが文庫版の改版に伴い「P・S」に修正されている。
ファラオ
声 - 島田敏（PS2ゲーム）、沢木郁也（オーディオドラマ）
ファラオ・スフィンクスの正統継承者。
皆既日食下で桃と闘い、黄金の柩から光り輝く姿で登場。永劫の輪廻核惺で桃を追い詰めるが、本体は柩に潜み蛍の形作ったナイフに重ねて本物のナイフを投げているに過ぎなかった。
本体は耳の大きい禿頭の男で、イシュタールの暁星を攻撃手段とし、オイディプスの煩悶で桃を窮地に追い込みトスカで痛めつけるが、邪鬼に託された小袋の中に入っていた江田島の写真を見せたがために奮起した桃に逆転を許し倒れる。
決着後、崩壊する闘場から命懸けで救われたことに恩義を感じ、友情の証として額の宝石「ツタンカーメンの涙」を託す。
大会終了後に男塾に入塾。七牙冥界闘以降では虎丸や冨樫と同じコミカルなキャラクターとなり、さらにいつの間にか秀麻呂と同じくらいの低身長になっていた。
永劫の輪廻核惺（ホレンヘブのりんねかくせい）
ファラオ・スフィンクス奥義。眩く光り輝く姿で現れ、一刀両断されても死なず斬れば斬るほど数が増える。
その正体は煇光蛍（こんこうぼたる）と呼ばれる蛍の集合体。
イシュタールの暁星
ファラオ・スフィンクス奥義。人体で唯一自由にならぬ筋肉である耳たぶを、修練により手足同様以上に動かすことを可能とする。ロープに月牙状の武器を結び、これを耳輪に装着することにより攻撃手段とする。
腕を組んだままでの攻撃の他、上空のロープに巻きつけて千変万化の攻撃が可能。
オイディプスの煩悶
ファラオ・スフィンクス究極処刑法。相手の首にロープを巻きつけ、反対側に砲鬧鉄（ほうとうてつ）という超質量の物質で出来た200kgの小型鉄球を結び付け、地面に設置したシーソーの反動で上空に飛ばし受け止めさせる。この鉄球は上空のロープを間に挟んで落下し、僅かでも鉄球を持つ手の力を弱め落とそうものならば瞬時に首を締め上げる。
トスカ
本来は罪人に罪を白状させるために使う拷問道具で、先端が筋肉を突き破り神経に届いた所で下の刃の傘が開く仕組になっている。剥き出しの神経が刃の回転で抉られる激痛は想像を絶するものである。
ツタンカーメンの涙
額にはめ込まれた大粒の宝石で、王家に代代伝わる秘宝中の秘宝。その強度は事前に細工を施したとはいえ桃の剛剣を容易く折るほどである。後のヘルバーとの戦いではヘルバーはファラオの罠とは知らずに手に入れようとした。
クレオパトラの舞い
王家の谷の守護者達に古来より伝わる、これを見れば千日は長生きするといわれるありがたい舞い。しかし、男塾塾生には気味悪がられ、「千日は寿命が縮んだ」と言われて物をぶつけられてしまう。

アヌビス
冥界への案内人を称し、アヌビス神よろしく普段は犬の面を着けているファラオ・スフィンクスの副将。
ネブケドの鉄馬蹂嵐の使い手で、自らに有利である決闘法・ルクソールの憂鬱に桃を誘い込み勝負するが、秘承鶴錘剣に鉄馬を裁断され、一度は負けを認めるも背後から斬りかかろうとしたため、結果的に三匹目の蠍に刺されて敗死。
副将らしからぬ卑怯な振る舞いが目立つ。
ネブケドの鉄馬蹂嵐（てつばじゅうらん）
刃のついた鉄製の竹馬「鉄馬（ベレン）」で闘う。上段からの攻撃と間合いの長さで敵を圧倒する。
ルクソールの憂鬱
ファラオ・スフィンクス最大決闘法。周石で囲った石枠の中に一面砂を敷き詰め、中に3回刺せば人を殺す毒を持つ無数の砂サソリを放つ。
姿が見えない足元に潜む砂蠍の恐怖の中でその精神力と技を争う極限の勝負で蛇墨輒闘に相似している。
蛇墨輒闘（じゃぼくちょうとう）
数ある中国拳法諸流派の内、その苛烈さで知られる赤狼流総帥選出時に行われる決闘法。墨液を膝の高さまで満たした二間四方の水槽に全身が黒一色で猛毒を持つ黒咬蛇（こくこうへび）を放ち、その中で闘う。

セティ
ファラオの左右に控える親衛隊、ツイン・スフィンクスの左将（レフトアーム）。
崖と崖の間に石綿で編まれたロープを張り、両端から着火され炎の迫る中で伊達と対戦する。神獣の泡沫で濃硫酸のシャボン玉を武器に闘うが伊達の敵ではなく、渦流天樓嵐で全てのシャボン玉を吹き戻され自らが閉じ込められたことに気付かず、全身に濃硫酸を浴びロープから転落。
辛うじて生きながらえホルスと戦闘中の伊達の足をつかみ道連れにしようとするが、身代わりのミイラにされ火葬に処された。
神獣の泡沫（カルナックのほうまつ）
ファラオ・スフィンクス奥義。岩をも溶かす濃硫酸の液で出来たシャボン玉を吹き付け相手を取り囲む。漂い浮かぶ弾に僅かでも触れれば瞬時に割れ硫酸の雨が降り注ぐことになる。
無数の玉で包囲しぶつかり合わせて結合させ、巨大な一つの玉となって相手をその中に閉じ込めるのが究極の必殺形態である。

ホルス
ツイン・スフィンクスの右将（ライトアーム）。黒烏魔操術の使い手で、登場時は鳥の面を着けていた。厚化粧なため、伊達に「オカマ野郎」呼ばわりされる。
シャンポリオンの嘆きで伊達を包帯巻きにし火を放つが、それは身代わりにされたセティであった。その後謎掛けを始め、スフィンクスの謎で伊達の視覚・聴覚を奪うが、厚化粧の匂いを隠すために風下からしか攻撃できないという点を察知され、その際の攻防で毒爪を奪われ逆にその一撃を加えられ倒される。
死を覚悟して伊達に立ち向かった配下のカラスに対して全て当身で防ぎ止めを刺さなかった伊達の男気に惚れ、アヌビスの投げた槍から伊達を庇って死ぬ最期を遂げた。
黒烏魔操術（こくうまそうじゅつ）
カラスの群れを操る。集合してハングライダーのような飛行形態を取り滑空することも可能。
シャンポリオンの嘆き
黒烏魔操術奥義。頑丈な堙愀麻（いんしょうあさ）で織られた布（包帯）をカラスに銜えさせ敵の体を旋回し、生きながらミイラとし、火を投じて止めを刺す。
スフィンクスの謎
謎掛けをして、カラスに目潰しの煙を発する玉を投擲させ相手を失明状態にし、全てのカラスに鈴をくわえさせ鳴らさせることにより微かな音や気配を察知する聴覚を撹乱させ、僅かなかすり傷で相手を死の世界へと導く猛毒を塗布した毒爪を装備して近付き止めの一撃を加えるというもの。

ジェセル
見た目はミイラ男そのものであり、両腕や頭を切り落としても一滴の血も流れない不死の肉体を持つ。
王家の谷の守護者達一番手としてセンクウと対戦し、両腕・頭を切り落としながら闘い不死の肉体を存分に見せ付けるが、その正体は倒立した普通の人間であった。足元から発する水蒸気（汗）から不死の秘密をセンクウに見破られ敗北、命を助けられながら自ら溶岩に身を投げた。
『極!!男塾』でスサノヲの手下として復活し、卍丸と対決。獣神スコルピオの落涙の毒針で卍丸の右足首と左手首を砂にさせるが、獣神スコルピオの落涙の正体を卍丸に見破られる。その正体はジェセルの息子3兄弟であり、三つ子だった。男塾の裏切り者の正体を知らせる前に男爵ディーノのトランプによって3人とも死亡した。
ハトシェプストの奇蹟
ファラオ・スフィンクス秘承義。
カルトゥーシュの使徒
ファラオ・スフィンクス秘承義。自ら切り落とした腕が、意思を持った生き物のように凄まじい勢いで襲い掛かる。
その正体は甲冑軍隊蟻を操る術である。
獣神スコルピオの落涙
ファラオ・スフィンクス秘承義。サソリの尻尾らしき道具で自ら砂となって人面サソリに変化する。
その毒針は触れた肉体を砂にさせる。
砂の正体も甲冑軍隊蟻である。

ピネジェム
幻術を駆使し、ギザの聖眼衣で対戦相手の知己になりすまして幻覚の中で攻撃する。その戦闘法から副将であるアヌビスすら戦うのを恐れさせる。
飛燕をかつて修行した天鳳山霜林寺に誘い、師である劉戒老師の姿で止めを刺しにかかるが、自らを千本で突き五感を麻痺させた飛燕に幻術を破られ、連結衝で武器の状ごと額を突かれ完敗。
ギザの聖眼衣（ヒエログリフ）
内側に奇怪な模様が描かれたマントを広げ回転させる。マントの図形による形象催眠から相手の最も思い出深い過去の光景を再現し、心慕う人物に幻覚の中でなりすます。

石壺（クヌム）のネスコンス
王家の谷の守護者達随一の体術を持ち、酢壺の法により伸長可能の四肢と軟体動物のような肉体を得た男。
藤堂兵衛の意向で溶岩池と化した闘場に取り残された飛燕と闘う。小さな壺の中から登場し、アマルナの黄昏で足場の石杭を破壊し飛燕を追い詰めるが、鶴嘴紅漿霧に足場の杭を崩され溶岩に落下。飛燕も追って力尽き相打ちとなる。
酢壺の法
四肢の関節を外しその長さまでも意のままにすることができる。
アマルナの黄昏
ファラオ・スフィンクス秘承義。奇妙な姿勢からコマのように体を回転させ空中に舞い上がり、上空から襲い掛かる。凄まじい回転からの素早い連続攻撃で、爪先で石の杭をも叩き潰す破壊力がある。

### 梁山泊十六傑（りょうざんぱくじゅうろっけつ）
天挑五輪大武會三連覇中という最強の中国拳法組織。決勝トーナメント準決勝で男塾と対戦する。
その秘技は梁山泊馮翊拳（ひょうよくけん）と呼ばれ、11世紀、古代中国宋の時代に発生した梁山泊を起源とし、広大な中国全土から集結した諸流派の名だたる拳法家・武闘家たちが修行・研究を重ね完成を見るに至った。真紅の玉竜に梁の字がその旗印である。
梁項・山珍・泊冥の三名の豪傑によって創始され、その三名の頭文字から取って「梁山泊」と名付けられた。その後も常に最強の戦士三人を首領としその合議により行動してきた。今大会の三首領は血を分けた実の兄弟とのこと。
梁皇（りょうこう）
声 - 島田敏（オーディオドラマ）
梁山泊十六傑を率いる三首領の長兄。一見美丈夫だが尊大にして残忍、勝利のためには手段を選ばぬ歪んだ信条の持ち主で冷酷非情な男。幅広の曲刀を振るい、指一本触れず体内の血を流し尽す枯渇噴血霰の使い手だが、爺からも「本当に恐ろしいのはあのお方そのもの」と評されるなど技以上にその激昂しやすい気性で部下たちから恐れられている。その非道ぶりは、赤石に敗北した部下・宋江将軍の死体から首を切り離して、「こやつを手厚く葬る必要はない」などと言いながら無造作に首を放り投げ、羅刹に敗北した実弟・山艶の死体を「このような者は弔う必要もない」などと言いながら平然と崖の下へ蹴り落としたほど。
梁山泊最後の一人として登場するが、雷電の供となった3匹の猿に苦戦を強いられる、奥義の秘密を猿に見破られ、雷電に噴血針を奪われて二度に渡り逆に体内に打ち込まれ追い詰められる。挙句の果てに猿を質をとり雷電に勝利。伊達の逆鱗に触れることとなり、圧倒的な戦闘能力差を見せつけられた上に無限追顕槍で虚仮にされる。遂には使用を禁じられている銃器を取り出してまで優位を得ようとするが、上空に投擲されていた槍の穂先に気付けず額を貫かれ死亡。
残された梁山泊陣営は実弟の泊鳳も含めて一切悼む言動を見せず、決勝に進む男塾にエールを贈り自軍の建て直しを誓うのみで、泊鳳も梁皇の卑怯ぶりに呆れて伊達を恨まないつもりだった。
枯渇噴血霰（こかつふんけつせん）
梁山泊秘奥義。手を触れず敵の体に風穴を開け、噴水のように血を噴き出させることにより体中の血を一滴残らず絞り尽くす。その実体は腰のマントに隠した筒から噴血針を取り出し素早く投擲する技であり、人の10倍の動体視力を持つという猿の眼をして初めて見抜くことが可能。
噴血針（ふんけつしん）
古代中国で用いられた医療器具。ガラス製で、これを体内に打ち込み血液のもつ浸透圧の差を利用することにより溜まっている血や膿を対外に排出させる。現代医学でいうタンジェリン・カテーテル。
髪針斃射（はっしんへいしゃ）
梁山泊奥義。頭髪に仕込んだ針を発射する。
指錯刃（しさくじん）
梁山泊秘伝。両手人差し指による真剣白刃取り。

山艶（さんえん）
梁山泊三首領の次兄。長髪の優雅な美男子で、鶻宙身の法を体得している達人。普段は礼儀正しい口調をしているが、追い詰められて余裕を失うと口調が荒くなる。
鶻宙扇舞殺で圧倒し羅刹の小指を切断するが、兜指愧破土錐龍で土中に潜まれ、逆に一方的な攻撃を許す。空中に逃げ場を求めるも扇には全て風穴が開けられており地上に着地、兜指愧破が直撃し急所を外すも深い傷を負ってしまう。追い詰められた山艶は凶獬面閶殺で羅刹に致命傷を与え一度は逆転するが、最後の力で立ち上がり自ら切断した腕を囮とした羅刹の執念の土錐龍に敗れた。
鶻宙身（かっちゅうしん）の法
数ある中国拳法秘奥義の中でも最高峰に位置する技。この技の真骨頂はある一点に着地する時その全体重がかかる寸前に次の一点に素早く連続移動し、一点あたりにかかる負荷を無に等しくすることにある。
鶻宙扇舞殺（かっちゅうせんぶさつ）
梁山泊奥義。宙に無数の扇を旋回させ、その上を自在に飛び移り攻撃する。扇には刃が仕込まれている。
凶獬面閶殺（きょうかいめんしょうさつ）
梁山泊秘奥義。煙幕を張り般若の面を着ける。その極意は己の五体の関節を外し表裏を逆にしての動きを可能とすることにあり、着物を逆にし後頭部に面を着けることで前後を誤認させ背後を取ったと思わせて、油断した瞬間に必殺の一撃を加えるのが真の狙い。

泊鳳（はくほう）
声 - 野島健児（PS2ゲーム）
梁山泊三首領の末弟。道に迷って男塾側から登場するなど、コミカルな面が見られるが、相手の行動を完璧に予見する體動察の法に加え、気功法をも体得している。年若くして天才的な拳法の達人である。
Jとの戦いでは闘場に正方形のリングを描き「一歩でも足を踏み出した時は負けを認めて腹をかっさばく」と豪語。體動察での完璧な防御、掌羝破での怒涛の攻めで全く付け入る隙を与えず終始圧倒するが、極限状態となったJが開眼したスパイラル・ハリケーン・パンチで対岸の崖まで吹っ飛ばされ逆転負けを喫した。その後自力で闘場まで降りてきて負けを認め、試合中に父親を愚弄したことを謝罪する。
梁山泊敗退に際し、三首領唯一人の生き残りとして梁山泊の再建を誓い、そのノウハウを学ぶために大会後は男塾塾生となる。
小柄な体格にコンプレックスを持っており、「チビ」と呼ばれることを嫌う、また「周りのやつがでかいだけ」ともしている。蜘蛛が苦手。
體動察（たいどうさつ）の法
敵の肉体の筋肉・表情・呼吸の微妙な変化を察知し、その動きを完璧に予見する。
掌羝破（しょうていは）
梁山泊奥義。気功法を組み合わせた、岩をも粉々に砕く掌底突き。
吊連掌羝破（ちょうれんしょうていは）
梁山泊奥義。敵の腕を足で固め、逆さの姿勢から至近距離で繰り出す掌羝破による怒涛の連続攻撃。
體透覉（たいとうき）
梁山泊秘奥義。周囲の風景と同化すべく、己の肉体そのものに風景を描き擬体化する。

宋江将軍（そうこうしょうぐん）
梁山泊の副頭目で、鍾馗さえも泣いて命乞いするという最強の戦士。梁山泊一陣千戮兵法（いちじんせんりくへいほう）を熟知しており、戦術・兵法に優れる。
赤石の斬岩剣に対し、磁石粉を振り撒いて翹磁大撥界での完璧な防御を完成させ、蓮鎖摯で捕縛して痛めつけるが、磁石粉のついていない桃の刀を突くことにより磁界を突破され兜を割られる。額の皮一枚で辛くも回避し、金剛槍で止めを刺しにかかるが、血液中のリン分の持つ凝結作用で刃についた磁石粉を結晶化させ落とせることに気付かれ、拭う間も与えぬと仕掛けるも、己の体を貫き一瞬で磁石粉を拭い落とした赤石の剣に喉を突かれ敗死。
『極!!男塾』でスサノヲの手下として復活。男爵ディーノと対決し護狼真流で追い詰めるが、ディーノの威硫時穏罵多怖雷（イリュウジオンバタフライ）によって両手の薬が剥がされたことで護狼真流は失敗し、自分の技によって口を貫通される。死亡する直前、ディーノから自分も致命傷を負ったため引き分けだと告げられ、ディーノの男気を認めつつ息を引き取る。
『曉!!男塾』では息子の宋麒将軍が登場。父・宋江を殺した男塾を強く恨んでいた。
翹磁大撥界（きょうじだいはつかい）
梁山泊奥義。磁石のS極とN極、同極間での強い反発力を応用した技で、敵の武器に太極磁石粉を付着させ、同極の太極磁石で出来た防具類を着用し無敵の防御幕とする。
蓮鎖摯（れんさし）
梁山泊奥義。鎖つき鉄球の中に封じた鋼糸網（こうしもう）を投擲し、鉄球を割った相手を捕縛する。
金剛槍（こんごうそう）
穂先が幅広の槍。巌娜亜羅十六僧が巨槍斬瀑斧で使用した巨大槍と同名だが全くの別物。
護狼真流（ごろうまる）
梁山泊超絶奥義。薬が付着されている両手の中指で精神統一し、ラグビーボールを蹴りつける。

蒼傑（そうけつ）
声 - 森功至（オーディオドラマ）
梁山泊闘弓術を会得し、心技に優れた神懸り的な弓術の達人。500メートルは距離のある対岸から、富樫の学帽の徽章に正確に四本の矢を命中させてみせた（ただし、男塾結団式の際には酒に酔っていたこともあって、虎丸の頭上の徳利をはずしている）。
纏劾狙振弾を操る月光と双条檄射で対戦し、10本目の矢で放った光陰跳背殺を命中させるが、僅かに急所を外した月光の残8発によって繰り出された散寇流星弾に右腕を砕かれており、止めに再び放った光陰跳背殺を回避され自ら食らってしまう。最後の力を振り絞った指撥透弾も防がれ死を覚悟するが、纒欬針点で胸に刺さった矢を抜かれ命を救われた。
大会後に男塾に入塾。
梁山泊闘弓術（りょうざんぱくとうきゅうじゅつ）
多彩な技を見せ、暗殺術である指撥透弾を最終奥義として隠し持つ。
三連貫（さんれんかん）
三本の矢を同時につがえ一斉に放つ。
連射的（れんしゃてき）
一瞬の動作で六本の矢を放つ速射。
驚奔砕（きょうほんさい）
奥義。逆につがえた矢を放ち、壁面に反射させ標的に命中させる。
光陰跳背殺（こういんちょうはいさつ）
梁山泊闘弓術極奥義。上空に矢を放ち手前に回避させることにより敵との距離を詰め、地上に立てた弓の反動を利用し己自身の体も矢と同時に飛び、矢よりも早く敵の背後に回り込み、その体を拘束して矢を命中させる。
指撥透弾（しはつとうだん）
梁山泊闘弓術最終奥義。弓術至高の流派として名高い千弦流の開祖・弓 栄喚（きゅう えいかん）が編み出したという究極の秘技で、5本の指を弓に見立て、細い羊の腸で作られた糸を弦とし、鯨のヒゲから削り出した矢4本を同時に放つ必殺技。この技は暗殺術として最適のため、時の皇帝・貴人の前では相手に向かって手を開くことは固く禁じられていた。
双条檄射（そうじょうげきしゃ）
弓術における究極の決闘法。免許皆伝に挑戦する二人が互いに十本ずつの矢を持ち、二本の線を引いた中に対峙し射あって勝負をつける。その際線外に逃げ出したりすれば命を絶たれ、両者の矢が尽き決着のつかない場合には二人とも自害せねばならぬという。

蓬傑（ほうけつ）
幻の剣法・彊条剣の達人で、操蜂群拳で蜂の群れを操る。
十六傑の切り札とされていたが、突如姿を現した男塾第二の助っ人・翔霍の前には彊条剣の毒が通じず、操蜂群拳を繰り出すも翔霍の機転で女王蜂を自ら刺殺してしまい、蜂に襲われ自滅。
彊条剣（きょうじょうけん）
蓬傑の剣は伸縮自在で常に敵を射程に置き己の間合いで闘えるようにしており、さらに毒液が射出されるようになっている。
彊条剣殺（きょうじょうけんさつ）
梁山泊奥義。空中に投げた紙に一瞬で「滅」の字を刻むほどの素早い連続突き。修練を極めた刺突は瞬きする間に百を数える。
操蜂群拳（そうほうぐんけん）
中国拳法に於いて編み出された、三匹も刺せば猛牛さえも絶命させるという禽虎蜂（きんこばち）を調教し利用した殺人拳。
奔棘襲銛（ほんきょくしゅうせん）
梁山泊秘奥義。銛のような陣形の蜂を次々繰り出し、一・二・三・四の陣と順次連続攻撃させる。
旋回蜂陣（せんかいほうじん）
対象の周りを渦状に旋回し、脱出口を塞ぎ追い詰める。

酔傑（すいけつ）
地穿鞭の使い手。その名の通り戦闘中でも酒を飲んでいる。爺からは腕は未熟で器量も狭い、大酒ぐらいのうつけ者と酷評されている。
梁山泊本隊の先鋒として騎乗した姿で闘場に降り立ち、男爵ディーノ相手に死闘を繰り広げる。地穿鞭の他、大型の手裏剣や槍など多彩な武器を所持しており、酒瓶には含み針が仕込まれている。
首、胴と二度に渡りディーノを斬殺するが共に地獄の魔術のトリックに過ぎず、首筋にカードを刺され倒れる。末期の酒と油断させて取らせた酒瓶に隠した含み針でディーノの視覚を奪い致命傷を負わせるが、ディーノの最後の反撃に共に激流に消えた。
梁山泊十六傑初の欠員。
『極!!男塾』でスサノヲの手下として復活。末期の酒を赤石に勧めるが、赤石に酒瓶を斬られる。海に逃げながらも赤石を苦戦させ、赤石が鮫に食われるのを待つが、逆に鮫の殺気に気づいた赤石が鮫を斬る。その後、鮫に食われ敗死。
地穿鞭（ちせんべん）
地中に打ち込み使用する。手元の動きひとつで意のままに操れる伸縮自在の自在鞭で、土中にその身を潜め敵を撃つ。
辣絹布（らっけんぷ）
丈夫だが、燃え易さこの上無しという布。酔傑はこの辣絹布で織られた梁山泊の軍旗を所持している。

體傑（たいけつ）
頭傑と組む二人組の殺し屋で、共に瞑獄槃家の使い手。7年前、卍丸の師である厳 訕嶺を殺した過去がある（二人がかりでも勝ち目がないと悟り、まだ未熟だった卍丸を人質にするという卑劣な手口を使った）。
卍丸・虎丸を相手に冠硫双刻闘での勝負を挑む。指拳を使うが卍丸に圧倒され、拳のみでの勝負に勝ち目がないと知るや、奔睫旋裂球を主体とした戦法に移行するが、龔髪斧無限還に敗れる。
頭傑との戦闘中に虎丸を人質に取り卍丸を脅すも、それを先読みしていた卍丸が放った龔髪斧大旋曲で真っ二つにされた。
瞑獄槃家流（めいごくはんけりゅう）
数ある流儀にあって最強の殺人拳と恐れられている。
千掌舞（せんしょうぶ）
瞑獄槃家奥義。人差し指と中指二本の指拳による高速の連続攻撃。
奔睫旋裂球（ほんしょうせんれつきゅう）
瞑獄槃家秘奥義。先端に球体のついた棒を胴に装着し、地面に立てコマのように回転することで手拳だけが回転しているように見える高速で移動攻撃を繰り出す。別名殺人人間ゴマ。
冠硫双刻闘（かんりゅうそうこくとう）
拳の世界に於いて2対2の遺恨試合のために考案された決闘法。
地に柱を突き立て、双方一名を錠で固定して人質とする。この柱の中央には極硫酸を入れられた水時計が設置されており、3分経って下に液が満たされた時その重量で底が抜ける構造になっており、人質は頭上から極硫酸を浴びて即死することになる。これを防ぐには3分毎に容器を回転させ上下を逆にする必要があり、闘者は常に注意して戦わなければならない。

頭傑（とうけつ）
體傑と組む二人組の殺し屋で、同じく瞑獄槃家の使い手。
冠硫双刻闘を提案しながら、自分たちの水時計は極硫酸ではなくただの水であり、自らはいつでも脱出できるよう仕組んでおり、卍丸に連戦を挑む。薙笙斬脚の足技に加え跳蚤器で逆さの姿勢から自在に跳ね回るが、龔髪斧襲尟界で動きを封じられる。短期決着を図るために柱の上から跳躍して最大威力の攻撃を放とうとするが、気付かぬ間に跳蚤器を砕かれ頭から地面に激突。
命乞いをしつつ虎丸を人質に取るが、自力で鉄柱を引き抜いた虎丸に放り投げられる。卍丸は止めを刺さなかったが、闘場を去る二人に背後から襲い掛かる素振りを見せたため蒼傑に頭部を射抜かれ粛清され、蓬傑の手で川に投げ捨てられた。
爺からは體傑ともども本来梁山泊には相応しくない者たちであり連れてくるべきではなかったと述懐されている。
瞑獄槃家流
體傑と同様だが、その使用技は大きく異なる。
薙笙斬脚（ていしょうざんきゃく）
長い刃のついた高下駄のような履物を履き、蹴りを繰り出して攻撃する。その真骨頂は跳蚤器を装着しての空中より繰り出される素早い攻撃にある。
跳蚤器（ちょうそうき）
頭頂部にバネ状のものを設置した兜。

爺
梁山泊のお目付け役のような役回りの老人で、直接戦闘には参加しない。

他の梁山泊十六傑
宋江将軍直属の指揮下にある者が三名おり、轢鋲球で赤石と闘ったが、闘場の支柱を斬られたことにより傾いた闘場から激流に転げ落ちる。
轢鋲球（れきびょうきゅう）
梁山泊兵法奥義。棘つき鉄球の中に入った三人が凄まじい回転で突進攻撃する。互いに完全な計算の下にビリヤードの如く乱反射しあい、攻撃軌道を見極めさせない。

### 冥凰島十六士（めいおうとうじゅうろくし）
天挑五輪大武會決勝の男塾の対戦相手。決勝まで16人全員が無傷で勝ち上がってきた。
藤堂の私的チームで、その財力にものをいわせ世界中から素質のある者を選りすぐり超近代的トレーニング設備で鍛え上げた最高の殺人格闘集団。今大会がデビュー戦となる。
藤堂 豪毅（とうどう ごうき）
声 - 戸谷公次（PS2ゲーム）
冥凰島十六士の総大将。あらゆる格闘技の総本山・蒼龍寺で修行し、暹氣龍魂を修得した猛者。
藤堂兵衛の養子。後継者争いの戦いで四人の義兄を斬殺し、奥義書を盗み師を殺害するといった非道の限りを尽しているが、その一方で富樫を助けたミッシェルを撃とうとした部下を制裁したり、敗北して死を覚悟した洪を助命するなど、闘う者たちへの理解と慈悲深い面を併せ持っている。
暹氣虎魂を操る桃と互角の勝負を展開するが、後方に男塾メンバーがいる檻を背負うことにより桃の暹氣虎魂を封じ、一方的に打撃を加える。大鐘音エールに奮起する桃に炎刀嗋油闘での勝負を提案し、刀を折って勝利を確信するが、ハチマキを結んだ刀のブーメランに背後から襲われ火ダルマになってしまう。
炎は暹氣虎魂で消され、拳での勝負で決着を着けるとするも敵わず追い詰められてしまうが、桃は兵衛の指示で麻酔弾を撃ち込まれてしまう。それに気付かず千烈拳で痛めつけた上に刀で止めを刺そうとするが、邪鬼から授かった形見の品である男塾総代継承の証に刀は折れ逆に拳で胸を貫かれる。最後は桃の銃創に気付き、完全な敗北を認め桃の拳を掲げ倒れた。
大会後に男塾に入塾し、兵衛とは完全に袂を分かつ。後に桃たちと共に卒業。『天より高く』では藤堂財閥総帥になっている。
蒼龍寺（そうりゅうじ）
武術界二つの総本山の一つ。東に王虎寺あれば西に蒼龍寺ありといわれ、選ばれた者だけが集り極限の修行に励みこの世で最強の男となることを目指す場所。
暹氣龍魂（しんきりゅうこん）
蒼龍寺超秘奥義。秘剣で、振るった刃から青白く燃える龍のような氣の塊を発する。詳細は男塾 (架空の学校)#剣 桃太郎（つるぎ ももたろう）を参照。
四人の兄を斬り師に破門とされた豪毅は既に極意書を盗み出しており、独自に体得したこの技で、その場で師を殺害した。
千烈拳（せんれつけん）
残像が見えるほどの正拳突きの連打。
炎刀嗋油闘（えんとうきょうゆとう）
瞬然性の油を頭からかぶり、刀身に塗った松ヤニに着火し炎上する刀で闘う究極の決闘法。

スパルタカス
藤堂兵衛直属の戦士。様々な武器を使いこなし、戦闘では騎馬戦車スコルピオンを駆り、血に染まる拷問具・赤鞭を自在に操る。最終決勝戦の二番手として登場。
スコルピオンで邪鬼の足の腱を切るが真空殲風衝に馬を仕留められる。赤鞭縛網で拘束した邪鬼を痛めつけ、脱出されて後は赤鞭砂塵で土中に身を隠し、紫蘭の骸を身代わりとし油断させて土中から剣で心臓を貫く。しかしそれでも邪鬼は倒れず、自らの血を周囲に振りまくことで砂埃の発生を阻止。赤鞭砂塵を破られた直後、真空殲風衝を喰らい下半身が白骨化して死亡。相打ち判定で勝負は引き分け扱いとなった。
赤鞭（レッド・ウィップ）
帝政ローマ時代に奴隷たちを処罰するために用いられた武器で、この鞭の特徴は鋭利な刃物が間隔を置いて仕込まれており、そのためひねりやしなりが自由自在という点にある。
赤鞭斬（レッド・ウィップ・ジェノサイド）
冥凰島奥義。鞭捌きで巨大な猛牛をもハムのようにスライスしてしまう。
赤鞭縛網（レッド・ウィップ・メッシュ）
冥凰島奥義。先端に極鉄鋼（きょくてつこう）で編んだ網を封じた球を繋いだ鞭を放ち、もう一方の鞭で球を破壊し敵を網で捕縛する。
赤鞭砂塵（レッド・ウィップ・サンドストーム）
奥義。鞭で地面を叩き砂埃を立て、自らの姿を覆い隠す。
騎馬戦車スコルピオン
帝政ローマ時代その一台が千人の兵に匹敵するとも言われた無敵戦車。二頭立てで、車軸から刃が飛び出し走行と同時に高速で回転し、正面には瞬時に飛び出す傘状の盾が装備されている。この盾によって真空殲風衝を無力化した。

紫蘭（しらん）
藤堂兵衛直属の戦士。相手の動作を寸分違わず一瞬にして模倣する奥義・千日颮鏡の使い手。孤戮闘を生き抜いた過去を持つ。
コロシアムに場所を移して開始された最終決勝戦の一番手として登場。伊達と対戦し、神業の槍術と寸分違わぬ動作で苦しめるが、伊達の機転から槍を投げ捨ててしまい自滅。怒りに駆られてナイフで襲い掛かるも自分の技では遠く及ばず、槍の穂先で胸を貫かれる。
致命傷を負いながらも、一時的に人の視神経を冒す猛毒・蛇漢草（じゃかんそう）を塗ったナイフで伊達に傷を与え相打ちを狙うが、同じく孤戮闘の経験者であった伊達に心を通わせ、戦意を失って力尽きる。
その屍はスパルタカスに身代わりとして利用され、邪鬼の真空殲風衝を受けて白骨を残して吹き飛んだ。
千日颮鏡（せんにちほうきょう）
奥義。相手と同じ武器を用い寸分違わぬ動きで攻撃を繰り出し続けることにより、相手の焦燥感から生じる隙を狙う。先に撃って出る相手の勢いを逆に利用し、己の力を倍化させることもできる。
孤戮闘（こりくとう）
中国拳法極限の養成法。世界中からさらわれたり買われてきた年端もいかぬ子供たちを集め脱出不可能な谷底に落とし、一週間ほど飲まず食わずの飢餓状態にする。その後人数に対し半分の数量の食料を投げ入れ、その食料を巡り奪い合いをさせる。力が劣り闘いに負け糧を得られなかった者にあるのは死であり、最後の一人になるまで続き、最後に生き残った子供を素質のある者と認め、それ以上に苛酷な修行を受けさせる。紫蘭と伊達はこの出身。

洪 礼明（ほん りんめい）
冥凰島十六士師範。藤堂兵衛に大金で雇われ冥凰島十六士を創り上げた。
盲目だが高い実力を誇り、豪毅の怒りも軽くあしらう。中国で拳聖と謳われる陳 京彊（ちん けいきょう）の最後の弟子で、実は江田島は兄弟子に当たる。
並外れた強さを誇る男塾第三の助っ人（江田島）に対し、傀儡窕彭糸で全身の自由を奪い地面に突き立てた刃に倒れさせ喉笛を貫くことで止めを刺そうとするが、男性器で阻止される。
幻の秘技と謳われた千歩氣功拳を会得しており、息もつかせぬ連続攻撃を仕掛けるが、江田島によって氣の練りの甘さとそこからくる威力不足を指摘され、その巨大な「真の千歩氣功拳」の一撃を目の当たりにし自ら敗北を認める。敗北の責任を取るとして豪毅に首を差し出すも助命されるが、兵衛に首を刎ねられ処刑された。
傀儡窕彭糸（くぐつちょうほうし）
冥凰島超奥義。鋼糸に結ばれた針で敵の神経節の悉くを貫き、操り人形の如く意のままに操る。
千歩氣功拳（せんぽきこうけん）
冥凰島至極奥義。陳老子直伝の奥義中の奥義で、氣の塊が手刀の形を成し離れた相手を切り刻む。ただしこれは気の練りの甘さを手数で補うために彼がアレンジしたものであり、本来は拳の形をした巨大な気をぶつけるものである。
洪は十年かかってこの奥義を極めた。

シャイカーン
洪師範の秘蔵っ子とも言うべき三人、蒙古三凶撰（モンゴルさんきょうせん）の一人。吹雪を作り出す砕氷凍界と灼熱の炎を発する灼炎畷掌の使い手で、涼しげな風貌の隻眼の男。
硫陿氷樹で雷電と闘い、砕氷凍界で凍りつかせるが濃硫酸の熱気を利用した雷電の策に油断、月鎖刃を突きつけられる。一度は負けを認めながらの灼炎畷掌での奇襲で仕切り直し、自ら足場を落として雷電の体術を奪いこれを追い詰めるも、雷電を助けに現れた猿の策略で逆に足場を斬られ落とされる。
砕氷凍界（さいひょうとうかい）
蒙古三凶撰奥義。樹氷の頂に設置した製氷機を倒立の姿勢で高速回転させ、擬似的に吹雪を発生させる。
灼炎畷掌（しゃくえんていしょう）
蒙古三凶撰超奥義。掌から灼熱の炎を発する。
硫陿氷樹（りゅうきょうひょうじゅ）
蒙古超極決闘法。非常に脆い氷で出来た樹の上で闘う。下の受け皿は濃硫酸の液で満たされており、時と共に熱気で溶け出しさらに脆く不安定になっていく上、落ちれば骨さえも残らない。

フビライカーン
蒙古三凶撰の一人。蒙古水中闘法の極意を会得しており水中での戦闘を得意とする。
水龍[革奉]球で翔霍に水中戦を挑むが、遂に正体を現した影慶の毒手を食らい敗北。最後の切り札としてモングール・ピラニアの群れを放つも、自身はピラニアに襲われない秘密（結晶岩塩の首輪）を探り当てられ自滅。敗北を認め命は救われるが、それを恥とするシャイカーンの「灼炎畷掌」によって始末される。
蒙古水中闘法
極意により水中にあっても陸と同様の動きを可能とする。
渦蕉魚雷刃（かしょうぎょらいじん）
蒙古水中闘法奥義。両手に独特の形状をした刀剣を持ち、スクリューの要領で回転しながら高速移動し敵を切り刻む。想像を絶する修練により十分間は息継ぎ無しで攻撃の継続が可能。
モングール・ピラニア
モンゴル・オリノル川に棲息する。一般のピラニアに比して体長も大きく凶暴で、土地の人々には「水中の悪魔」として恐れられている。その牙は100匹も集まれば水浴びに来た水牛をものの数10秒で白骨にしてしまう。肉は大変美味とされ、燕の巣・熊の掌と並ぶ満漢全席3大珍味のひとつとされる。
フビライカーンは結晶岩塩で出来た首輪を掛けており、淡水魚であるモングール・ピラニアはこれが水に溶け発する塩分を嫌い攻撃してこない。
水龍[革奉]球（すいろんぽーきゅう）
天井に一か所のみ空気孔が空けられた巨大な球形のガラス容器の中に満たされた水の中で闘うという、モンゴルに伝わる究極決闘法。

キルギスカーン
蒙古三凶撰の一人。巨体と怪力に加え、30メートルの高さから舞い降り蝶のように音もなく着地する並外れた身軽さを持ち合わせ、地獄相撲では敵なしとされている。三凶撰の中でも仏のキルギスカーンと言われるほど慈悲深いらしい。
闘場の淵に専用の小さな土俵を設置しており、浹滑溜汗で迂闊に身動きの取れない虎丸を気絶に追い込み土俵の外に一度は投げ飛ばすが、ゴムで出来たフンドシの弾力を利用した奇襲に土俵から落下し、偽の命乞いで助かろうとしながら逆襲するも、翔霍の助けを受けた虎丸に回避され巴投げで今度こそ投げ落とされる。
『極!!男塾』でスサノヲの手下として復活したが、卍丸の髪型を侮辱したことが原因で龔髪斧に顎を切断され、戦わずして死亡。
地獄相撲（チャガ・ポルテ）
17世紀に時の暴君・ジミヘカーンによって発案された地獄相撲は地上15メートルの高さに土俵を作り生死を賭けて戦う。
浹滑溜汗（しょうかつりゅうかん）
蒙古三凶撰奥義。全身から多量の脂分を含んだ特殊オイルのような汗を発汗し足元を滑り易くさせる。自身は足の裏に吸盤が備わっており滑ることはない。

ラジャ・マハール
特殊な能力を身につけた巨象パンジャブに乗り操象戮狟闘法で戦う闘士。自身も骨格や頭髪を含めた肉体の全てを自在に変形させるラーマ・ヨガの秘行を極めた超人。
月光の奇策に愛象パンジャブを失った後、キプチャクを用いて月光と戦い、頭上から背中を棍に貫かれて死んだと見せかけ張発筋彪射で背後から棍を発射。胸を貫き止めとし崖下へ放り捨てる。
その後、月光の敵討ちに現れた飛燕と対戦し、鶴嘴千本をも通用せぬ体質と如意驍髪襲・藭嵐伸爪貫で大いに苦しめるが、月光の遺した血文字からヒントを得た飛燕の無明透殺の前に敗れる。
その屍はゴバルスキーの狼に平らげられてしまった。
ラーマ・ヨガ
3,000年の歴史を持つ、インドに伝わる現代の神秘。世界の奇跡、肉体の極限ともいわれる。別名「黒ヨガ」。
張発筋彪射（ちょうはつきんびょうしゃ）
ラーマ・ヨガ奥義。敵の武器攻撃に対し筋肉を変化させ突き刺さったと見せかけ、その反動で発射して攻撃する。
如意驍髪襲（にょいきょうはつしゅう）
ラーマ・ヨガ極奥義。頭髪の長さを自由に伸ばし、鋼のように硬質化させる。刺突攻撃の他、自在に動かして敵に巻きつけることも可能。
藭嵐伸爪貫（きゅうらんしんそうかん）
ラーマ・ヨガ超奥義。己の意思で一瞬で爪を伸ばし敵を貫く。
キプチャク
インドに古来より伝わる武器。
操象戮狟闘法（そうぞうりくかんとうほう）
古代インド幻の秘闘法。地上最大の生物である象に特殊な訓練法により恐るべき敏捷性を身につけさせ、数々の秘技を持つ戦闘法として古代インド人により確立された。当時象の訓練をインド洋上のエレファン島で行っていたことが英語エレファントの語源といわれる。
パンジャブ
マハールが操象戮狟闘法に用いた愛象にして無二の相棒。その凄まじい戦歴を物語る勲章として、額に葬った敵と同数である107個の印を刻み込んでいる。一時は月光を追い詰めるも彼の奇策でリングから落とされてしまい、必死に足掻くも自重には勝てず、涙と共に泣き声を上げながら転落死した。
晨襣張（しんびちょう）
操象戮狟闘法奥義。普通の象は鼻を一瞬だけ倍程度の長さに伸ばせるが、パンジャブは天性の素質と修練により10倍の長さまで伸ばせる上にその状態を維持することができる。鼻の先に奇妙な形状の刃物を装着し攻撃する。

シベリアのゴバルスキー
シベリア狼の群れを操る狼蒼拳の使い手で、岩を持ち上げる怪力と相当な石頭の持ち主。狼を兄弟のように語る。
塔狼三柱聳でJを窮地に追い込むが、ジェット・ソニック・マッハ・パンチに背後の藤堂像を砕かれ、その破片の岩に潰され狼は全滅。その後は自らの体術で闘い、罠鎖回驤砕で痛めつけ、双角藐攻で翻弄し双角放宙殺で宙に投げ止めを刺しにかかるが、その一瞬に角を砕かれておりフライング・クラッシュ・メガトン・パンチを脳天に食らい頭を残し地面に埋まってしまう。戦闘中狼に対する情を忘れてしまったため、兄弟であるはずの狼に食われそうになるが、Jが全ての牙を折っていたために一命は取り留めた。
大会終了後に男塾に入塾し、泊鳳・ファラオと並びムードメーカーとして活躍する。
幽鬼之丞との戦いで死亡し墓標を建てられたが、『天より高く』『暁!!男塾 青年よ大死を抱け』『私立極道高校2011』にて男塾卒業生として登場している。
狼蒼拳（ろうそうけん）
狼の中でも最も残忍で凶暴といわれるシベリア狼の群れを操る。その真髄はただ狼を操ることではなく、狼の素早い動きとその凶暴な攻撃性を模し体術とした形象拳。
三転狼巴（さんてんろうは）
三匹の狼が跳躍して輪を作り攻撃する。衒蜥流の人輪殺に似ている。
塔狼三柱聳（とうぐんさんちゅうしょう）
狼の群れが馬乗りに重なって空にそびえる三本の柱となり、頭上三方から一斉に急降下攻撃を仕掛ける。回避を困難にするため、後述の鉄錠罠と組み合わせて使用した。
罠鎖回驤砕（びんさかいしょうさい）
敵の足を挟んだ鉄錠罠を振り回し壁面や地面に叩きつける。
双角藐攻（そうかくびょうこう）
狼蒼拳奥義。鋭い角が生えた鉢金を被り、四つん這いの姿勢から突進し目にも止まらぬ動きで攻撃する。
双角放宙殺（そうかくほうちゅうさつ）
狼蒼拳奥義。両角で相手を挟み込み、空中に放り投げて落下する相手を角で串刺しにする。
ロムルス、レムス
七牙冥界闘編より登場。ゴバルスキー自身が「わしの兄弟ともいうべき可愛い奴等」と語る二匹の狼。

赤い稲妻（レッド・サンダー）
冥凰島十六士一番手。数あるアメリカ・インディアンの部族にあって最も勇猛で誇り高いホウ族の血を引いている。「毒など使わない」と卑怯な手を嫌う戦士らしい振る舞いをするが、勝利のためなら卑怯な手も厭わない。リムゾン河の聖水を水筒に入れて持ち歩いている。
勇者の血鎖で桃と闘い、悪魔の赤い稲妻で感電させ苦しめるが、持参した水筒を利用され自らの電流で自らが感電してしまう。再び立ち上がって後は毒針を利用するなどなりふり構わず闘うが、落雷を利用した桃の戦法に敗れた。
葬者の羽根（ウイング・オブ・ザ・デッド）
冥凰島奥義。首の一振りで頭の羽根飾りから羽根を飛ばす。羽根の先には鋭い針が仕込んであり、急所を打ち抜けば即死は免れない。
自らの闘義に反するとして毒などは塗っていないが、窮地に追い込まれて後は一転して毒を仕込む。
悪魔の赤い稲妻（デビルズ・レッド・サンダー）
冥凰島奥義。腰を落とした姿勢から電流を放ち、鎖を伝わらせて相手を感電させる。
髐撥雷神拳（きょうはつらいじんけん）
人間の血液にも微量ながら電流を帯びたイオン質が含まれており、それを修練により増幅させ強力な電流としてその刺激で敵を怯ませ倒す技。中国拳法秘中の秘といわれる。
勇者の血鎖（ブレーブ・ブラッディ・チェーン）
栄光ある部族に伝わる究極の決闘法。双方の両腕を鎖付き手錠で繋ぎ、生か死か決着がつくまで如何なる状況に陥ろうと逃げることはできない。

黒薔薇のミッシェル
一見女性と見まがいそうな美形であるが、由緒あるフランス貴族の血を引く誇り高き男。毒薔薇とサーベルを武器に戦う。豪毅からもその実力と気高さを認められている。
富樫を下品で粗暴な未熟者と見下し、紫のバラの殺薔薇微棘薫で窮地に追い込みラ・メルヴェルで弄ぶが、学帽の中に石を仕込んでの死のダイブに鉄球を割られ解毒剤を奪取される。赤いバラを刺して勝利を確信したが、実は偽物のバラで、死んだふりをした富樫の機転から不意を突かれ股間を掴まれてしまい、脱出した後、殺薔薇微棘踊で残酷な死を与えようとするも、富樫の強運の前に敗れる。誇り高い騎士道精神の持ち主で、最後は富樫の実力を認め、闘場から転落しそうになる富樫の命を救って果てた。
殺薔薇微棘薫（キリング・ローズ・フレグランス）
冥凰島奥義。マントに忍ばせた無数のバラを放つ。
紫のバラ
死の香りを漂わせる。この毒香を吸った者の命は僅か1分であるが、解毒剤は存在する。
赤いバラ
棘や茎の先にカスリ傷でも敵を倒す即効性の猛毒が塗られている。
殺薔薇微棘踊（キリング・ローズ・ダンシング）
冥凰島奥義。筋肉の運動中枢神経を狂わせる薬を塗ったバラで、これに足を刺された者は無軌道に足を動かし続けることになる。
ラ・メルヴェル
肉厚5cmもある鉄球に封じ込めた解毒剤を奪わせる拷問。17世紀のフランス・ブルボン王朝にて貴族政治の退廃が極限に達した貴族たちが考案した拷問法で、毒を飲ませた囚人に回収不可能な解毒剤を取り出そうともがき苦しむ様子を見て楽しむというもの。

劉 菘喜（りゅう ずいき）
男塾第三の助っ人の相手として闘場に降りた洪 礼明に伴われて現れ、師範自ら手を煩わす必要無しと戦闘態勢に入る。が、奥義の名を言う暇もなく一撃で遥か彼方に吹っ飛ばされた。
名称不明
大型の鉄輪に三枚のチャクラムを通したような形状の二対の武器。両手にそれぞれ持ち、冥凰島超奥義を繰り出す。

劉 菘胠（りゅう ずいきょう）
頭突きの究極の修行法・頭槌鐘砕を極めた男。筒の形をした禿頭が特徴。菘喜の血を分けた実の兄で、弟の仇討ちを口実としていたが本心では兄弟愛はなく、ただ功を上げて藤堂兵衛の眼鏡に適うのが目的であった。
一度はめれば外すことは絶対不可能とされる極剛鋼（きょくごうこう）で作られた指錠で後ろ手に拘束し、一歩踏み出せば奈落の底の丸太一本の上で頭突きのみで闘う頭槌鐘砕究極の決闘法で男塾第三の助っ人に挑むが、天然の石頭に全く歯が立たなかった。外せないはずの指錠を外し、剣山のようなものを取り出してまで勝ちを得ようとするが、剛拳一発で撃沈。
頭槌鐘砕（とうついしょうさい）
冥凰島超奥義。巨大な岩をも一撃で粉々に砕く超威力の頭突き。

名称不明の十六士
富樫に敗れた黒薔薇のミッシェルが瀕死の身で、溶岩に落ちそうになった富樫を救った行為を「下衆（富樫）」を助ける裏切りとみなし機関銃で撃とうとするが、豪毅から「命を賭して闘う男の誇りと気概がわからぬ下衆に冥凰島十六士たる資格はない」として両腕を切り落とされる。

## 七牙冥界闘（バトルオブセブンタスクス）

### 闇の牙
世界中の裏の格闘界を統括する巨大秘密組織。その勝負の勝敗は生きるか死ぬかふたつにひとつの命を賭けた真剣勝負で、世界中の顧客からの莫大な賭け金が動いている。
黒幕は天挑五輪大武會で息絶えたはずの藤堂兵衛であり、闇の牙はその配下の一組織に過ぎなかった。
ロベルト・ボルサリーノ
闇の牙極東地域総支配人。七牙冥界闘に召喚するため男塾にやってくる。
マリオ・アンジェロ
「闇の牙」のニューヨーク支部長。七牙冥界闘を発案して、その最高責任者となる。当初男塾の対戦カードを組んでいたが、第二の牙まででの戦いで男塾に完敗した責任を負わされて、組織の掟で処刑された。
ジェームス・ヘンドリックス
「闇の牙」のシカゴ支部長。マリオ・アンジェロの後釜となり、第三の牙の戦いとして男塾とアルカトラズ島刑務所の囚人たちを戦わせるカードを組んだ。その後の動向は描かれず不明。

### 第一の牙・魍魎塔（もうりょうとう）
南極大陸の南緯89.7度、東経12度に建つ五重の塔。
アリュート・カムシン
第一の牙の進行責任者。万全の寒さ対策を施して男塾を迎えたが、第一の牙終了後、帰り際の桃に服を刀一閃で切り裂かれ、極寒のなか置き去りにされてしまった。
サムタン
魍魎塔第一階「氷の間」の番人。エッジが鋭利な刃物のスケート靴で氷上を動き回り「銀盤の殺人者」との異名を持つ。
氷上での闘いに絶対の自信を持っているが、蒼傑の驚弄砕に折られた氷柱が脳天を直撃。矢一本であえなく始末される。
ダーシルマ
魍魎塔第二階「暗黒の間」の番人。体はおろか武器までもが墨を被ったように漆黒で「暗黒の殺人者」ともいわれる。透闇視を極めており、暗闇の中での闘いを得意とする。
暗闇からの攻撃で宗 嶺厳を追い詰めるが、翔穹操弾連速射で塔の壁に穴を開けるという戦法から位置を悟られ倒される。
透闇視（とうあんし）
完全に遮光した場所を見ることができる。

ギーガー
魍魎塔三階「花園の間」番人。モルグケシ草なる花の幻覚作用で、ゴバルスキーとその狼を混乱させた。自身は修行で幻覚作用が効かない。
トリック・ナイフと三年間洗っていないフンドシを利用したゴバルスキーの機転で復活した狼に、頭と股間を噛まれて敗れる。
モルグケシ草（ケシ科）
中央アジア北部カングール地方でのみ産出される強烈な幻覚作用を持つ草。

クリンスマン
魍魎塔四階「黒水の間」番人。驚鞉操鰐術の使い手で三叉戟を武器とし、底も見えない真っ黒な水の中にワニの群れを潜ませている。
泊鳳を追い詰めるもチビ呼ばわりしたため逆鱗に触れ、ワニの体内に身を隠した泊鳳に逆にワニの中に叩き込まれる。
驚鞉操鰐術（きょうとうそうがくじゅつ）
地上に生息する爬虫類の中で最も獰猛といわれるマーダー・クロコダイルの群れを操る。

マイファ
魍魎塔最上階「橋梁の間」番人であり、魍魎塔五人衆の長。弧月刃を得物にし、宙糸浮擥闘の使い手。
豪毅と対戦し刀を折るなど優勢に闘いを進めていたが、靴底に切れ目を入れられ、折れた刀の先をはめられたため、糸を切ってしまい足元の煮えたぎる溶岩の池に落下。
宙糸浮擥闘（ちゅうしふらんとう）
魍魎塔奥義。部屋全体に張り巡らされているピアノ線のような研ぎ澄まされた糸を足場として戦う。糸の鋭さから足を守る特殊な厚底靴を履き、自在に部屋を跳び回る。
弧月刃（こげつじん）
両手に持つ月牙状の武器。

### 第二の牙・王宮への道
アフリカ大陸中央部のジャングルに位置する、かつてエジプト文明と並び古代アフリカに栄華を極めたクロマティノス王国宮殿への道。ファラオは祖父から聞かされた話で知っていた。
ガスコイン卿
第二の牙進行責任者。隻眼で眼帯を着けた老人。
マハ・メータ
王宮への道第一の闘場・垂蔦蘿闘（すいちょうらとう）の番人。ジャングルで生まれ育ち、手長猿のような体躯をしている。
巨象をも一分で絶命させるという凄まじい毒気を放つアフリカ特有の腐赤泥（ふせきでい）を敷き詰めた上でツタにぶら下がって闘う闘場で、地の利を生かし鄧 罦傑を追い詰めるが、絶対的優位への過信から落下した蛇が脱皮した抜け殻だと気付かず、ツタと誤って蛇をつかんでしまい咬まれ落下。罦傑いわく「ヘビ（蛇）ィーな戦いだった」。
デバレス
王宮への道の二番手。両腕に翼を装備し、大峡谷闘（だいきょうこくとう）の谷間から吹き上げる上昇気流を利用した魔翔流気法で宙を舞いながら石刃斧で戦う。
飛燕と対戦し、超磁気を帯びた極磁鋼（きょくじこう）製の兜で金属製の鶴嘴千本を吸いつけ完全に防ぐが、飛燕に恩義を感じて闘場に現れたアフリカ冠鳥の親鳥を叩き落してしまったことから、千本の代わりに鳥の羽で両腕の運動機能を狂わす神経節を貫かれ崖に激突。
魔翔流気法（ましょうりゅうきほう）
古代中国の山岳地方に住む抜娉（ばっとう）族の手によって成立した飛行法。谷間から常に吹き上げる強力な上昇気流を利用して空を飛ぶ。
石刃斧（せきじんふ）
石で出来た斧で、極磁鋼の兜の影響を受けない。

ヘルバー
王宮への道の三番手。落ちたら最後の底なし沼・玉沈沼闘（ぎょくちんしょうとう）で待ち受ける。
鉄騎宙弾の使い手で、沼上に設置された小さな球状の足場の上を自在に飛び回り、上空からナイフで襲い掛かる。
ファラオと対戦し難なく沼に叩き落すが、沼に浮上していた額の宝石に釣られ油断したところを足をすくわれ、逆に沼に沈められる。
鉄騎宙弾（てっきちゅうだん）
奥義。ホッピングに似た器具で異常な跳躍力と凄まじく素早い動きを得る。

バーミリオン
王宮への道の四番手。激流上に浮かべられた丸太の上で3キロ先の大瀑布に落下するまでの間に決着をつけるという浮木流闘（ふぼくりゅうとう）で戦う。
刃鋼線を用いた奥義で東郷を追い詰め、足場の流木を二本を残し全て切断して逃げ場を失わせるが、ガソリンを撒いた上で空ぶかしさせたバイクを炎上させての特攻に足場を燃やされ滝壺から落下。
真空霰斬（しんくうせんざん）
奥義。左右両岸の潅木に刃鋼線を撃ち込み張り渡して、通過する相手を切断する。
龔断縛糸（きょうだんばくし）
奥義。先端に分銅をつけた刃鋼線を振り回し、直接標的を撒きつけて切断する。太い丸太をバウムクーヘンのように裁断する威力がある。

ドクター・エーベルシュタイン
最終闘クリムゾン宮殿で待ち受けていた、別名「白衣の悪魔」と呼ばれる元ナチスの生体科学研究所所長。月光を蘇生し、洗脳して闘わせた。
桃との戦闘中に洗脳が解けた月光の奇踪撃で口内を貫かれ死亡。

### 第三の牙・アルカトラズ島刑務所
ニューヨーク・マンハッタン沖500マイルの地点に浮かぶ孤島の刑務所。建てられてからかなりの年月が経過しており、建物は部分的に老朽化している。
ジークフリード
第三の牙・アルカトラズ島刑務所所長。
特に凶暴で凶悪な死刑囚を入監した「絶望の房」の五人の死刑囚（実際は六人）に、「相手を倒したら自由の身にする」との約束で闘わせるが、敗れた囚人のみならず、富樫を倒した宝金棠をも約束を破って容赦なく殺して始末する残酷な性格である。全ての囚人を打ち倒されたことに面子を潰されたと逆恨みして、死刑囚に使う速効性の塩酸ガスを刑務所内に充満させ塾生を皆殺しにしようとするが、赤石の命を賭した「この世で最後の斬岩剣」に壁に穴を開けられ窮地を脱される。
最後は銃で自ら手を下そうとするも飛燕の鶴嘴千本で腕の神経節を狂わされ、銃身をこめかみに当てて引き金を引いてしまい自殺する結末を迎えた。
スタンリー・ゴードン
Jの指名で最初の扉から出てきた死刑囚。かつてはボクシング世界ヘビー級チャンピオンで、134戦134KO、ボクシング界の神とまでいわれた男。Jも全ての試合を見るほど憧れ尊敬していた。引退後酒と麻薬で身を持ち崩した挙句ギャングの用心棒となり、そのパンチで7人の荒くれ者を殺害し入所。
時間と共に幅を狭めてゆく、100万ボルトの高圧電流が流れるロープに囲まれたリングでJと対戦し、シャッフルサイクロンで無数の残像を見せながら襲い掛かるが、足元の影から実体を見極められ敗北したが手加減で情けを掛けてもらったことから優しさが戻り最後は狭まるリングからJを逃がすため自分の命と引き換えに感電死した。
バズーカパンチ
必殺の左アッパー。放つとき無意識に左のこめかみが痙攣する。
シャッフルサイクロン
神技といわれたフットワーク。あまりの素早さに残像が見える。

宝 金棠・宝 銀棠（ほう きんたん・ほう ぎんたん）
富樫・虎丸の指名で中の扉から登場した東洋系の兄弟。世界中のチャイナタウンで名の知られた存在で、兄弟で同じ房に入っていた。
銀棠はナイフの使い手で、垂鼇尖では驚異的な手数を誇る。富樫・虎丸を小物扱いしながらも、油断は禁物と天翔椿で攻撃するが、大放屁人間車輪で油断した最中にロープに切れ目を入れられ、銀棠は壁に激突。瀕死となる。
弟の仇と怒りに震える金棠は、拷問技・覬相鋼怨面で富樫を痛めつけ止めを刺すが、富樫の仇討ちと自ら鉄仮面を被った虎丸に仮面を砕かれ敗北。
兄弟共々一命は取り留めるもジークフリードに射殺される。
なお、彼らの素性には重大な秘密があるらしいことをジークフリードがほのめかしていたが、その秘密について具体的な説明が行われることはなかった。
天翔椿（てんしょうちん）
宝兄弟奥義。ナイフを持った銀棠を金棠がロープにくくり付けて振り回し、対戦相手を攻撃する。
覬相鋼怨面（きそうごうおんめん）
左右二つに分割された、超磁気を帯びた金属で出来ている鉄仮面を敵の頭部で結合し、頭に被せた上で身の自由を奪い鎖で振り回す。専用の鍵を使えば磁力が遮断され仮面が外れる仕組みになっている。発祥以来、脱出できた者は一人としていないとされる。
垂鼇尖（すいごうせん）
ナイフ使いによる試技。持ち時間3秒で机に置いた手の五指の間をナイフで順に突き、この際必ず親指に一回戻ってから突かねばならない。
銀棠は富樫と垂鼇尖で勝負して、銀棠は手の形に沿いミシン針で突いたように100以上もの穴を見せて手数で圧倒したのに対し、富樫は30以上もの穴でテーブルに手の形にあけて威力で圧倒した。
ドク・ロットン
赤石の斬岩剣でまとめて斬られた3枚の扉から登場。カウボーイスタイルの二丁拳銃のガンマン。
シックス・オン・ワンの使い手で、共に10歩歩いてから振り向き様に狙撃するという決闘法で赤石に勝負を挑むが、右手の拳銃の6発を回避され、間髪入れず繰り出した左手の拳銃の銃弾も斬岩剣の一振りで弾かれ、彼自身は頭から真っ二つにされた。
シックス・オン・ワン
早撃ちの極限とも言うべき技で、6連発リボルバーの銃声全てが重なり一発に聞こえたことが名前の由来。

ホーネット大佐
ドク・ロットンに次いで赤石と対戦。元グリーンベレー部隊長で、ベトナム戦では謀略の将ともいわれた。
フロッピー・ディスクを投げ渡すと見せかけて、命に別条はないが全身の運動神経を麻痺させるバームライザーという速効性の毒液を塗った毒針を仕込んでおり、斬岩剣を握れない赤石をサバイバルナイフで斬り刻みいたぶる。右腕は義手で刃物を仕込んであり、赤石に腕をとらせたと思わせて油断させ急所を貫き、含み針で足を止めて止めを刺そうとするが、その際、赤石の斬岩剣で突き殺そうとしてしまったことにより、交差した両腕を突き刺させた赤石に斬岩剣を奪われ、胴体を両断されて絶命した。
海坊主（通称）
ドク・ロットン、ホーネット大佐と共に、赤石の対戦相手として現れた大男。肩に太い鎖をかけている。赤石からは「海坊主」と呼ばれていたが、本名は不明。赤石から「貴様らも戦闘中だということを忘れるな」と言われていたのにもかかわらず、ホーネット大佐と共に赤石とドク・ロットンの勝負をただ傍観していただけで、ドク・ロットンの放った銃弾を赤石が斬岩剣で弾き返した際に披弾し、本名を名乗ることもなく絶命した。

### 第四の牙・神拳寺（しんけんじ）
数万諸派に分岐する中国拳法全ての源流であり、中国拳法の心得ある者ならば誰もが恐れる拳法界の象徴。
闇の牙に拳皇の妻である春蘭を拉致されており、七牙冥界闘に加担させられていた。
拳皇（けんのう）
第75代拳皇。神拳寺最強、ひいては中国拳法の頂点に立つ男。神拳寺に代々伝わる二つの秘奥義のうち、昇龍天邂靂を極めている。
もうひとつの秘奥義・降龍天臨霹を極めた王大人との宿命の対決に応じ、降龍天臨霹の死角をつく頭上からの攻撃で王を追い込むが、智蒋の骸を使った変わり身に自らも負傷。死力を振り絞った最後の攻撃の後に拉致の真相を語り果てた。
昇龍天邂靂（しょうりゅうてんかいれき）
神拳寺秘拳。巨大な竜巻を巻き起こし敵を舞い上げ地面に激突させる。使い手がその竜巻に入って相手より高く飛び上がることもでき、相手を上から攻撃することもできる。
巨大な人食い虎に襲われ追い詰められた際、拳皇は無意識のうちに繰り出しこれに開眼した。

仁蒋（じんしょう）
神拳寺の奥義を極めた師範代、神拳寺三将の一人。相手の遠近感を狂わせる無髐楼覚の使い手で、その手刀は鋭利。
無髐楼覚で伊達を追い詰めるが、技の正体を見破られ、砂塵風車の目隠しから正確に鈴を狙い打たれ、技を破られた上に死角を突かれ体を貫かれる。
死力を振り絞り手刀と共に繰り出した刃鋼線で伊達を拘束し、爆賸繋飯での相打ちに持ち込もうとするが、実は女性であったことを見破られ、それを理由に情けをかけられていたと知り、拳皇に詫びながら伊達を解放し自決。
無髐楼覚（むきょうろうかく）
鈴から発する超高周波数の音波が脳を刺激し、特に視神経を麻痺させる効能を利用して相手の目の遠近感や幅の感覚を撹乱させる技。視覚を歪まされた相手は実像を捉えることができず、常にずれた位置にいる虚像と闘うことになる。技のかかっていること自体悟られ難いが、音源を絶たれた時技の効力が無くなるのが弱点。
爆賸繋飯（ばくしょうけいはん）
苛烈なる中国拳法にあって自らの敗北を悟り死を覚悟した時、相手をも道連れとすることを目的とした一世一代の最終奥義。この奥義の使い手は幼少の頃より不消化系の爆火硝石などの粉末を三度の食膳に混入し、以来成人となるまでそれらを体内に徐々に蓄積、そして有事の時奥歯に仕込んでおいた発火マグネシウムを噛み砕き、体内の火薬と化学反応を起こさせて相手共々爆発する。

義蒋（ぎしょう）
神拳寺三将の一人。背中に蜘蛛の刺青を背負っているが、これは本物の大蜘蛛であり、神拳寺秘奥義天釐蜘巣で操って闘う。仁蒋を妹のように可愛がっていた。
黿竹林闘で泊鳳と対戦し、蜘蛛を失った後は変磑連竹で勝負するが、體透覉で姿を隠した泊鳳に翻弄され竹槍に蹴落とされ敗北。蜘蛛と仲直りして、「一死大罪を謝す」と割腹し果てようとするが、拳皇の念動力に気絶させられ助命される。
黿竹林闘（げんちくりんとう）
竹林の上で闘う。下は切っ先の尖った一面の竹槍となっている。
変磑連竹（へんがいれんちく）
神拳寺奥義。竹の一本を引き抜き、節で分断されヌンチャク状になった竹を回転させ変幻自在の動きで操り攻撃する。
天釐蜘巣（てんりんちそう）
神拳寺秘奥義。中国山東省の菊露山にだけ生息するという禽瓶蜘蛛（きんぺいぐも）と呼ばれる肉食性の蜘蛛を操る。この蜘蛛の体から繰り出される糸はピアノ線並の強度と瞬間接着剤並の粘着度を併せ持ち、触角は毒針となっている。性質は飼い主に対してのみ非常に忠実で、攻撃命令の下った敵に対しては獰猛無比であり、一度でもその巣にかかれば絶対に逃れられないという。
張義（ちょうぎ）
義蒋の操る蜘蛛。回釐蜘縛で泊鳳を追い詰めるが、強烈な老酒入りのトックリを尻に刺されてしまい、泥酔して醜態を見せたため義蒋に始末される。
虫ケラ同然と思われていたにもかかわらず、止めを刺されようとする義蒋を庇い、仲直りした。
回釐蜘縛（かいてんちばく）
尻尾から何本もの糸を繰り出しながら敵の周囲を回転し、糸でがんじがらめにする。

智蒋（ちしょう）
神拳寺三将最強の男で幻術の達人。拳皇に闇の牙に加担する真意を問いに来た王大人の前に立ち塞がる。王の地割れと洪水の幻術に惑わされた修行僧たちを一喝して見破った。猛吹雪、雷、大雨の幻術で王に対抗し背後から首を刎ねるが、それはラーメンを食べていた王の見せた幻覚に過ぎず、鼻に割り箸を刺されて卒倒。その屈辱から、拳皇と勝負中の王に背後から忍び寄り斬りかかったため、拳皇の怒りに触れ昇龍天邂靂で始末され、その死体は王の変わり身にされた。
春蘭（しゅんらん）
拳皇と王大人の回想に登場。実子である次期拳皇を流行り病で失った先代拳皇に残された一人娘で、拳皇と王の2人が愛した女性。実は拳皇と愛し合っており、花婿選びの決勝戦前夜にそれを知った王が自ら隙を作り敗北することにより拳皇と結ばれた。拳皇を七牙冥界闘に加担させるがために闇の牙により拉致される。春蘭のその後について触れられることなく連載が終了したため、最終巻の後書きでアシスタントの安田実が「春蘭はどうなったのでしょう?」と気にしていた。後に読切作品『拳食同源 特級厨房師 王大人』で王大人はペットの亀を春蘭と名づけた。

### 第五の牙・武幻城（ぶげんじょう）
今を遡ること400年ほど前、徳川家康が築き上げたという隠れ城。別名「徳川裏葵の軍城」とも言われている。
徳川の天下を覆されることを憂えた家康により、諸般大名に下された密命から集められた、格闘術・剣術・忍術など全ての流儀の奥義を極めた達人集団の末裔で、徳川幕府最強影の戦闘部隊であり日本武術の総本山。現在も要人暗殺などで暗躍している。
御館様
武幻城を取り仕切る大将格で、常に乱れた和装で飲酒した姿で描かれるが兵衛への忠誠心は高いようで、彼が武幻城を訪ねると整えて迎えた。
江田島に率いられ建設機械で乗り込んで来た男塾塾生・教官一同に兵を全て倒され、江田島にチャンバラカブレ呼ばわりされた挙句、実力を披露する前に鉄球の一撃で潰されてしまった。
幽鬼之丞（ゆきのじょう）
武幻城四闘仙の一人。和歌を添えた茶人形で誘い、桜の舞う中庭で茶の湯を立て待ち受けていた。
妖刀 不知火を所持し、幽鬼之丞が語る不知火の逸話を信じずに不用意に近付いたゴバルスキーを斬撃。妖刀の呪いで発狂したゴバルスキーは桃に襲い掛かり、当身で気絶させられ一時的に難を逃れるも、その後の幽鬼之丞の攻撃から桃を庇い死亡。
なおも手を離した状態から自在に宙を舞う不知火の攻撃で桃を追い詰めるが、刃こぼれした不知火の破片とゴバルスキーのダイイングメッセージから真相を見破られ、奪われた不知火で斬られる。その後も素手で桃に挑むが、不知火でできた傷によりゴバルスキー同様発狂して果てた。

妖刀 不知火
刀身から青白い炎のようなものを放ち、何も斬っていないのに血を滴らせている妖刀。平氏お抱えの刀匠梅吉明寿が源氏に一族郎党を皆殺しにされた恨みをこめて一族郎党の血を使って作られた刀で、後に源実朝を殺した公暁、織田信長、殺人マニアと言われた将軍の手に渡っていったというが、その話は幽鬼之丞が相手に心理的圧迫感を与えるための作り話である。カスリ傷一つで怨霊の怨念（実際はビネチン酸アミドという毒薬）に囚われ、助かる術もなく発狂して息絶える。また、宙に浮き、生き物のように意思を持って凄まじい勢いで襲いかかるが、実は下記の宙磁闟斬刀の類で、強力な磁場を舞台に幽鬼之丞が隠し持っていた磁石で操ったものだった。
宙磁闟斬刀（ちゅうじきゅうざんとう）
中国拳法幻の秘奥義。この技の要諦はあらかじめ闘場となる場所の地中に磁界を作る強力な磁石を無数に埋めておき、磁気を帯びた鉄粉を注入して作られた刀剣を用いることにあり、土中からの磁力と刀剣の磁力は同極で、これによって宙に浮かぶ。この技の使い手は袖などに隠し持った超強力な一対の異極の磁石を巧みに操り、縦横無尽の動きを浮いた刀に与え攻撃する。
回髪針（かいはつしん）
頭髪に仕込んだ針を発射する。

死跽部（しきぶ）
武幻城四闘仙の一人で、人呼んで千面相の死跽部。忍法の極意を極め、相手の生い立ちから性格まで全て調べつくすほど変装が得意で、その素顔は御館様を含め誰も知らないという男。燕に毒針を仕込み、国会議員を暗殺する描写があった。
彼の変装は声まで真似るため、見破ることは難しい。虎丸、桃の変装で一同を幻惑し、落とし穴で分断した上で伊達の姿で飛燕を詰問し攻めるが、江田島の乱入に鉄球を直撃され昏倒してしまう。

## 風雲羅漢塾（ふううんらかんじゅく）
「東の男塾・西の風雲羅漢塾」と称される男塾のライバル校。男塾よりも西洋的、近代的で、制服もイタリア製のブランド物のブレザーを採用している。
江田島・熊田の三十年目の誓いにより男塾に来塾し、五種の競技で胆力・智力・体力・貫目・団結心を競う五魂遷（ごこんせん）での勝負を執り行う。
熊田 金造（くまだ きんぞう）
風雲羅漢塾塾長。江田島とは帝大時代からのライバルで、あらゆる面で互角であったといわれ、卒業時に最も成績の優秀な者に授与される金時計を二つに分け与えられた逸話の持ち主。江田島が禿頭に羽織袴という出で立ちであるのに対し、熊田は恰幅の良い体型で燕尾服を着用している。粗にして野だが卑にあらず、男の人生はこれ全て闘いの連続であるとし、負けは負けと認める潔い男。
伊集院 京介（いじゅういん きょうすけ）
風雲羅漢塾総代で桃のライバルとなる。「文武両道で心・技・体あらゆる面において男の頂点を極めた男」と熊田に絶賛された。少々気障なところがあり、「フッ…」が口癖。
五魂遷では第四の種目「貫目（代紋取り）」で満を持して登場。対戦相手に桃を直接指名し、暴力団の組事務所に乗り込んで一家の象徴である代紋を奪ってくるという競技で、西の雀舞組に向かう桃に対し東の集英組に向かうが、あと一歩のところで銃弾に倒れ、駆けつけた桃と両塾生により救出される。
これにより団結力の勝負は必要なしとされ、勝負は終了となった。
闇太郎（やみたろう）
風雲羅漢塾塾生。ヘズニーランドで特別休暇を楽しむ桃・虎丸・松尾・田沢・秀麻呂の前で不良のカツアゲにあっていた。
秀麻呂と同じぐらい背は低いが、不良二人を中国拳法のような体術で一蹴するほどの実力を持つ。伊集院を尊敬している。
華田兄弟（はなだきょうだい）
大藤部屋の兄弟力士。第一の種目「胆力（相撲）」での勝負に登場。
男塾塾生も見て驚くほどの有名人のようで、父親は元大関で現大藤部屋親方。幼少時より恵まれた環境での英才教育で育まれ、全日本学生相撲三年連続チャンピオン。将来は角界を背負う横綱を嘱望されている。
兄の得意技は万力締めで虎丸と対戦、弟の得意技は鬼鉄砲で秀麻呂と対戦する。
兄は右腕を後ろに回して虎丸を挑発したが、逆に挑発されて右腕を使ってしまう。面目をつぶされて怒髪天を衝いた兄は万力締めで虎丸を気絶させるが、なかなか離れなかったため頭突きをするが、気絶から覚めた虎丸に返り討ちにされるも、虎丸も万力締めによる大ダメージで昏倒したため、引き分けとなる。
続いて弟は兄の仇討ちとばかりに鬼鉄砲を連打して秀麻呂を追い回すが、江田島の助言で後ろに回った秀麻呂に掴まれる。弟はその江田島を馬鹿にするが、持ち上げられて両者が土俵から落ちてしまう。その瞬間を撮影した熊田の写真で、先に髪が地に着いた弟の負けとなった。味方である自分を贔屓しなかった熊田に納得がいかずに抗議するが、その往生際の悪さに怒った熊田から逆にゲンコツを食らってしまう。
万力締め
墓石を砕くほどの強烈な鯖折り。
鬼鉄砲
墓石を砕くほどの豪快な突っ張り。

小指駿（こさし はやお）
マラソン巧者。第二の種目「体力（マラソン）」に登場。
根性などの精神論を嫌っており、富樫とのマラソン対決にてハンディとして喫茶店に入って一度休憩する。その後、接戦から辛くも勝利を収めるが、実は富樫は道端で苦しんでいた老婆を病院へ運ぶためにコースから大きく外れており、本来は勝てたであろう勝負をしたことからも「彼の根性は本物」と考えを改める。
栗本慎之介（くりもと しんのすけ）
小学六年生で大学検定を突破した、3年連続全国学生学力試験第一位・IQ250を誇る秀才中の秀才。第三の勝負「智力（数学 英語 科学）」に登場。
数式問題、和文英訳問題で田沢を圧倒、最後の科学の勝負では電気部品の山から2時間で超高性能ラジオを組み上げるが、田沢の製作した超高性能ロボット「タザワ28号」の暴走の前に勝負は引き分け扱いとなる。

## 留学生編
J（ジェイ）の初登場エピソードの直前に登場した男塾への留学生たちで、Jと同じく米国海軍兵学校（アナポリス）（アニメではスーパーポリスアカデミー）の学生である。30人おり、いずれもオリンピック候補ぞろい。
キース・ジャクソン
声 - 塩屋浩三
留学生のサブリーダー的存在で、金髪リーゼントの二枚目。Jが登場するまでは、一号生の面々は彼が留学生のリーダーだと思い込んでいた。父親はアメリカの進駐軍であり、からかい半分で男塾にチューインガムやチョコレートを大量に持ち込んだ。撲針愚では第二試合で松尾（アニメでは秀麻呂）を破るが、続く第三試合で桃に敗れる。その後、Jの手により他の生徒と共に制裁の「罪の輪（リングオブクライム）」を受ける。一週間後の帰国時には他の留学生一同ともに一号生と友情が芽生えていた。
ミック・コング
声 - 安西正弘
血の気が多く、大柄な黒人。日本人を嫌っている。対面式に桃の腕を思い切り握ったり、男塾名物「地獄禅」の最中にお灸と称して富樫（アニメでは秀麻呂）の頭に煙草を乗せたりする。原作では桃に腕を怪我させられ、撲針愚には不参加。帰国時には腕は完治しており、桃とも軽口を叩き合うほど良好な関係となっている。アニメでは全米学生ヘビー級チャンピオンという設定で、撲針愚第一試合で富樫と対戦して敗北。
ブライアン・ジョーンズ
サングラスをかけたモヒカン頭の男で、全米学生ボクシングウェルター級チャンピオン。撲針愚第一試合では富樫と対戦する。ボクシングに不慣れな富樫を苦戦させるものの、不屈の男塾魂と足にグラブを履いてカウンターの蹴りを繰り出す規格外のケンカ殺法に敗れる。アニメでは撲針愚に参加せず、帰国時にわずかに登場したのみ。

## その他
修羅（しゅら）
声 - 清川元夢
通称「修羅和尚」。驚邏大四凶殺の進行を預かる宝獄院の住職。一言多く、度々縁起の悪い発言が多いため、塾生や鬼ヒゲに怒鳴られていた。前回の凶邏にも立ちあったので江田島とも面識がある。
風海&林海（ふうかい&りんかい）
声 - 塩屋浩三（風海）、幹本雄之（林海）
宝獄院の修道僧。驚邏大四凶殺案内人。全く同じ外見だが、アニメでは風海は白い肌で林海が褐色の肌である。両人とも大男で、男塾や豪学連の面々よりも一回り大きい。
J・J・ジョージ（ジェイ・ジェイ・ジョージ）
声 - 稲葉実
プロボクシング・WBB世界ヘビー級ランカー。黒人の巨漢。六本木にて自分の彼女であるヨーコ（声：柴田由美子）をナンパしようとした鬼ヒゲを2度に渡り殴り倒した。実は既婚であり、ヨーコを騙して金などを貢がせていたらしく、それを知った桃に退治される。アニメの設定では「熊殺しのジョージ」と呼ばれる元世界チャンピオンであり、ボクサー時代は反則ファイトを信条としていた。
猪山（いのやま）
声 - 玄田哲章
暴力事件で新聞を賑わせる楽享（らっきょう）大学の応援団団長。「風紀粛正」と称して生徒に暴行を加えて、褌の押し売りに来た鬼ヒゲ一行を人質に慰謝料を江田島に請求するが、戦車に乗った江田島に学校を荒らされる。アニメでは過去バス停で横入りしようとしたら江田島に注意されて殴られたことから、恨みを持っていた。
巡査
声 - 松尾銀三（巡査A）、佐藤浩之（巡査B）
名称はアニメエンディングより。男塾近辺の警官。通報を受けて、楽享大学に出頭するが、校庭に戦車が置いてある光景を不可解に思い、「映画の撮影である」という江田島の嘘を真に受けてしまい、江田島のファンとなる。後に殺シアム（アニメでは巌流島）を訪れた際にも、江田島の「タレント養成校の学芸会」という嘘に騙され、桃と赤石の死闘を芝居と思い込んでいたうえ、富樫に拳銃を奪われるが、殺シアムを鑑賞した。アニメではAが年配で、映画ファンと設定された。
カメ
声 - 京田尚子
名前はアニメより。富樫に六本木で男に襲われている所を助けられた老婆。インチキ賭博に引っかかり多額の借金を抱えており、借金取りから逃れるために戦死した（実は交通事故）息子・良男の想い出話と一億円の遺産話を持ちだして富樫をこき使ったが、以前こき使われていた男から忠告を受け、全てを知った富樫に見捨てられてしまう。その後、暴力団の事務所に連れて行かれる所を目撃した富樫たち一号生に助けられるが、最終的には桃に一目惚れする。

夜叉（やしゃ）
声 - 村国守平
アニメオリジナルキャラクターで、第3話のみの登場。秀麻呂の叔父で、極道の間では「人切り夜叉」と恐れられている。秀麻呂には「オジキ」と呼ばれている。刑務所に入れられていたが、釈放後は秀麻呂の助っ人に桃に勝負を挑むが、敗北して彼に惚れ込む。アニメにおいては、この勝負の後に秀麻呂の実家の事務所が警察の手入れを受け、秀麻呂の父である組長も逮捕されて組は壊滅した。秀麻呂の頭を丸坊主にし、「おめぇ、今日からここで男を磨きな」と男塾に入塾することを言い残して去って行った。
老婆
声 - 上村典子
アニメオリジナルキャラクター。大威震八連制覇が行われる八ヶ岳の森に300と三年住むという人物。占いで未来を覗くことができ、男塾一号生たちにとって不吉な未来を占って消え去った。

## アニメ劇場版
司祭
声 - 内海賢二
ニューヨーク・モータウンにある教会「ゴールデン・ヘル・チャーチ」の司祭。世界格闘技選手権「ビッグ・バトル・オーガスト」に参加した男塾一号生チームの前に現れ、四大死闘に出場する者を選出する。
スリーS（スリーエス）
正式名は「スペシャル・シークレット・ソルジャー養成機関」。ビッグ・バトル・オーガストのアメリカ代表チームであり、前大会の準優勝チームだがリーダーのブルース以外は新メンバーになっている。超科学的にトレーニングを積み重ねた格闘技のスペシャリストを育てるアメリカの秘密機関であり、CIE、FBYなどの政府機関の要職に就任する者や戦争のプロを輩出している。アメリカの権力を陰で支えているとも言われ、暗黒街のマフィアからも恐れられている。
B.J.ブルース（ビージェイブルース）
声 - 田中秀幸
アメリカチームのリーダー。かつてスリーSのトップだった男であり、訓練中にスリーSの精鋭100人を30分で倒すほどの戦闘能力の持ち主。前大会の決勝戦最終死闘で男塾と戦い力尽き命を落としたとされていたが地獄の淵から這い上がり、唯一の敗北を喫した男塾打倒のために世界各地を流浪し、風を操る拳法「風王拳（ふうおうけん）」を会得した。真空衝撃波で肉を斬り、骨を砕く奥義を使用する。墓碑に刻まれた生没年は「1968-1984」となっている。
ビッグ・バトル・オーガストでは他のメンバーとは別行動をとっており、ニューヨークの飛行場で居合わせた桃と共に武装したハイジャッカーを倒す。そして最終決戦前に現れ、ビルに代わって男塾と対戦するスリーSのメンバーとなる。マグマが噴出する第四死闘で剣桃太郎と戦い、立ちこめる水蒸気で相手の姿を見失った桃を追い詰める。しかし血の臭いで居場所を知られていると気付いた桃に裏をかかれ、血のついたハチマキを囮にされて背後の霧の中から現れた桃に一刀両断され敗れる。
サー・ロイヤル三世
声 - 塩沢兼人
3Sの一員でキザな男。イングランド仕込みのフェンシングやビリヤードを応用した戦術を使う。
鍾乳洞で行われる第一死闘でJと戦い、玉を壁に反射させる変幻自在のビリヤード殺法でJを苦しめる。火薬を仕込んだスペシャルマインボールでJの体を炎に包むが、とどめに放った玉をパンチの衝撃波で押し戻され、爆発に巻き込まれて相打ちになる。
ビック・モーガン
声 - 青野武
3Sの一員で小柄なモヒカン頭の男。インディアンの血を引く。合気道を使う他、小柄さを利用し薄いインディアナブーメランに飛び乗りながら戦う。
硫酸の湖の上の浮き島で行われる第二死闘で虎丸と戦い、無数のブーメランの上からの攻撃で虎丸を翻弄するが、叩き割った浮き島を投げつけられ敗れる。
ブロンコ・サンダース
声 - 池田勝
3Sの一員で、テキサス仕込みの馬術や鞭で戦う。右手はサーベルを仕込んだ義手になっている。
足が折れた自分の馬を容赦無く見捨てる非情な男。
巨大な蟻地獄で行われる第三死闘で富樫と戦い、激闘の末に穴に落ちかけて命乞いをして助けられるが、油断した富樫の腹をサーベルで突き勝利する。しかし直後に闘場の崩壊に巻き込まれ死亡する。
ビル・ホワイト
声 - 玄田哲章
3Sの一員で、不遜な態度の禿頭の大男。メンバーの中では一番新顔。
ブルースに反抗するが瞬殺される。

## 実写映画版
丹下（たんげ）
俳優 - 三浦誠己
江戸川役に該当するキャラクター。
両国（りょうごく）
俳優 - 両國宏
森田大器役に該当するキャラクター。
極小路 しのぶ（ごくこうじ しのぶ）
俳優 - 中島知子
秀麻呂の母。
塩谷（しおや）
俳優 - 山田辰夫
極小路組組員。
覇跿萬（はあとまん）
俳優 - 島津健太郎
鉄カブト役に該当するキャラクター。
エリカ
俳優 - 平田薫
富樫の初デートの相手。
車の美女
俳優 - 矢沢心
虎丸が登校時に跳ねられた車のドライバー。
ウクレレガール
俳優 - つじあやの
ストリートライブをしていた女性。